# Cronometragem chinesa tradicional

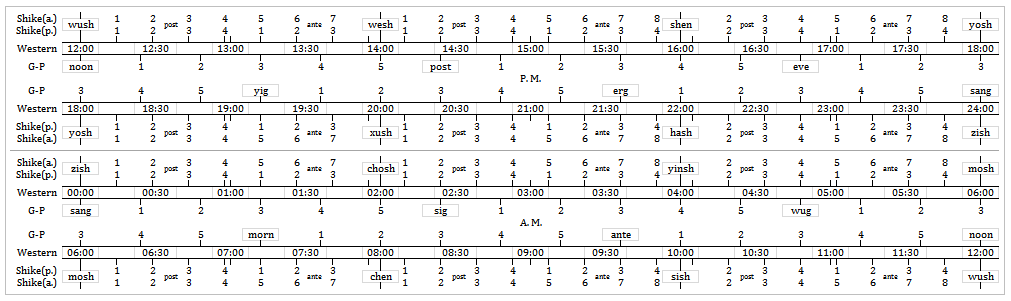
Gráfico explicativo para a hora chinesa

Os sistemas de tempo tradicionais chineses referem-se aos padrões de tempo para as divisões do dia usados na China até a introdução do calendário Shixiano em 1628 no início da dinastia Qing .

## Sistema da era Han
O terceiro capítulo do Huainanzi descreve 15 horas durante o dia. Estes são amanhecer (晨明), luz da manhã (朏明), amanhecer (旦明), refeição 早食;蚤 食), refeição 宴食), antes do meio-dia (隅中), meio-dia (正中), curto sombra (少还;小 還), noite ( 𫗦时;餔 時; 'hora da refeição noturna' ), sombra longa (大还;大 還), configuração alta (高舂), configuração mais baixa (下舂), pôr do sol (县东;縣 車), crepúsculo (黄昏;黃昏), tempo de descanso (定昏).  Estes são correlacionados a cada hora das 06:00 às 20:00 no relógio de 24 horas .

## Sistema Han do Leste para Ming
Este sistema usava dois padrões para medir o tempo em um dia solar . Os horários durante o dia foram medidos no padrão Shí-kè e à noite foram medidos pelo padrão Gēng-diǎn.
| 1  | jiǎ  | 甲 | 19:12 | yīgēng         | 1  | zǐ   | 子 | 23:00 | 00:00 |
| 2  | yǐ   | 乙 | 21:36 | èrgēng         | 2  | chǒu | 丑 | 01:00 | 02:00 |
| 3  | bǐng | 丙 | 00:00 | sāngēng        | 3  | yín  | 寅 | 03:00 | 04:00 |
| 4  | dīng | 丁 | 02:24 | sìgēng         | 4  | mǎo  | 卯 | 05:00 | 06:00 |
| 5  | wù   | 戊 | 04:48 | wǔgēng         | 5  | chén | 辰 | 07:00 | 08:00 |
| 6  | jǐ   | 己 | 07:12 | morning        | 6  | sì   | 巳 | 09:00 | 10:00 |
| 7  | gēng | 庚 | 09:36 | midmorning     | 7  | wǔ   | 午 | 11:00 | 12:00 |
| 8  | xīn  | 辛 | 12:00 | noon           | 8  | wèi  | 未 | 13:00 | 14:00 |
| 9  | rén  | 壬 | 14:24 | late afternoon | 9  | shēn | 申 | 15:00 | 16:00 |
| 10 | guì  | 癸 | 16:48 | evening        | 10 | yǒu  | 酉 | 17:00 | 18:00 |
|    |      |    |       |                | 11 | xū   | 戌 | 19:00 | 20:00 |
| 12 | hài  | 亥 | 21:00 | 22:00          |    |      |    |       |       |

### Durante o dia:Shí-kè
O sistema Shí-kè (時-刻) é derivado da posição do sol .

#### Hora dupla: Shí
Cada Shi (時;时) foi de 1/12  do tempo entre uma meia-noite e no próximo, tornando-se mais ou menos o dobro da hora moderna. Essas horas duais recebem o nome dos ramos terrestres em ordem, com meia-noite no primeiro shí . Este primeiro shí tradicionalmente ocorria das 23:00 à 01:00 no relógio de 24 horas, mas foi alterado durante a Dinastia Song para que caísse das 00:00 às 02:00.
A partir do final da Dinastia Tang para a Dinastia Song, cada shí foi dividido em dois, sendo a primeira metade de cada shí denominada hora inicial (初) e a segunda denominada hora central (正). Usando a mudança da meia-noite e o primeiro shí acima, você poderia dizer que durante a Dinastia Song a meia-noite ia da hora central do primeiro shí (子正) até a hora inicial do primeiro shí (子初).

#### Centésimo de um dia: Kè
Os dias também foram divididos em unidades menores, chamadas kè (刻). Um kè foi geralmente definida como  de um dia até 1628, embora houvesse curtos períodos de tempo antes de, em seguida, onde dias teve 96, 108 ou 120 kè. Kè significa literalmente "marca" ou "gravura", referindo-se às marcas colocadas em relógios de sol ou relógios de água para ajudar a manter o tempo.
Utilizando a definição de kè como  de um dia, cada kè é igual a 0,24 horas, 14,4 minutos, ou 14 minutos, 24 segundos. Cada shí conterá 8  Ke, com 7 ou 8 kè completo e início parcial e / ou kè terminando. Estes kè fraccionais são múltiplos de  Ke, ou 2 minutos e 24 segundos.  O 7 ou 8 kè completo dentro de cada shí foram referidos como " kè principal" (大刻). Cada  de um kè foi chamado um "ke menor" (小刻).

#### Descrevendo a hora durante o dia
Tanto shí quanto kè seriam usados para descrever o tempo com precisão. Há duas maneiras de fazer isso.
1. Oito modo kè. Antes da dinastia Tang, os shí eram anotados primeiro, depois cada um dos kè principais era contado até 8.[5]
  1. Por exemplo, contar por kè maior do primeiro shí ao segundo ficaria assim: zǐ (子), zǐ 1 kè (子一刻), zǐ 2 kè (子二刻), zǐ 3 kè (子三刻), zǐ 4 kè (子四刻), zǐ 5 kè (子五刻), zǐ 6 kè (子六刻), zǐ 7 kè (子七刻), zǐ 8 kè (子八刻), chǒu . (丑).
  2. Dado o tempo xū 1 kè (戌一刻), isso seria lido como "1 kè após xū shí ", tornando o tempo 20:09:36.
2. Modo quatro kè. Após a introdução da dinastia Tang das partes "iniciais" e "centrais" do shí, o shí ainda era notado primeiro, mas com uma descrição adicional de em qual metade do shí o kè estava ocorrendo. Uma vez que isso reduziu o intervalo do possível kè maior para quatro, era necessário apenas especificar o kè maior entre um e quatro.
  1. Isso mudaria nosso primeiro exemplo acima para ficar assim: zǐ initial (子初), zǐ initial 1 kè (子初一刻), zǐ initial 2 kè (子初二刻), zǐ initial 3 kè (子初三刻), zǐ initial 4 kè (子初四刻), zǐ central [b] (子正), zǐ central 1 kè (子正一刻), zǐ central 2 kè (子正二刻), zǐ central 3 kè (子正三刻), zǐ central 4 kè (子正四刻), chǒu initial (丑初).
  2. Dado o tempo sì central 3 kè 巳正三刻 este seria lido como "o terceiro kè na segunda metade de Si", fazendo o tempo de 11:31:12.

#### Unidades de tempo menores

##### Fēn
Kè foram subdivididos em unidades menores, chamadas fēn (分). O número de fen em cada kè variado ao longo dos séculos, mas um fēn foi geralmente definido como  de um dia. Usando esta definição, um fēn é igual a 14,4 segundos. Isto também significa que um fēn é  1/60 de um grande kè 1/10  e  de um menor kè.

##### Miǎo
Em 1280, o calendário Shòushí de Guo Shoujing 授时曆) tinha cada fēn subdividido em 100 miǎo (秒). Usando a definição de fēn como 14,4 segundos, cada miǎo tinha 144 milissegundos de duração.

##### Shùn e niàn
Cada fen foi subdividido em shùn (瞬), e shùn foram subdivididos em niàn (念).
O Mahasamghika, traduzido para chinês como o Móhēsēngzhī Lǜ ( Taisho tripitaka 1425) descreve várias unidades de tempo, incluindo shùn ou shùnqǐng (瞬頃; 'momento piscar') e niàn. De acordo com este texto, niàn é a menor unidade de tempo em 18 milissegundos e um shùn é 360 milissegundos. Também descreve unidades maiores de tempo, incluindo uma tánzhǐ (彈指), que é de 7,2 segundos de duração, um luóyù (羅豫) que é de 2 minutos, 24 segundos de duração, e uma xūyú (須臾), que é  1/30 de um dia com 48 minutos de duração. 

### Durante a noite: sistemaGēng-diǎn
O sistema Gēng-diǎn (更-點) usa sinais predeterminados para definir o horário durante a noite.

#### Um décimo de um dia:Gēng
Gēng (更) é um sinal de tempo dado por tambor ou gong. O tambor foi tocado pela torre de tambores nos centros das cidades, e pelo vigia noturno tocando um gongo em outras áreas.  O caractere para gēng更, que significa literalmente "rotação" ou "relógio", vem da rotação dos vigias emitindo esses sinais.
O primeiro gēng teoricamente vem ao pôr do sol, mas foi padronizado para cair em yǒu shí central 1 kè, ou 19:12. O tempo entre cada Geng é  de um dia, tornando um Geng-2,4 horas ou 2 horas 24 minutos de duração.
Os 5 gēngs da noite são numerados de um a cinco: yī gēng (一更) (alternadamente chū gēng (初更) para "vigília inicial"); èr gēng (二更); sān gēng (三更); sì gēng (四更); e wǔ gēng (五更). Os 5 gēngs durante o dia são nomeados após as horas do dia listadas no Livro de Sui, que descreve o lendário Imperador Amarelo dividindo o dia e a noite em dez partes iguais. Eles são matinais (朝); meio da manhã, (禺); meio-dia, (中); tarde (晡); e noite (夕).
Como um sistema de 10 partes, o gēng está fortemente associado aos 10 talos celestes, especialmente porque os talos são usados para contar o gēng durante a noite na literatura chinesa.

#### Um sexagésimo de um dia:Diǎn
Diǎn (点;點), ou ponto, marcado quando o sinal da hora da campainha foi tocado. O sinal da hora foi lançado pela torre do tambor ou templos locais. 
Cada ponto ou diǎn é  de um dia, tornando-os de 0,4 horas, ou 24 minutos, tempo. Cada sexta diǎn cai no campo, com o resto dividindo uniformemente cada campo em 6 partes iguais.

#### Descrevendo o tempo durante a noite
Gēng e diǎn foram usados juntos para descrever precisamente a hora da noite.
Contando a partir do primeiro Geng para o próximo ficaria assim: yīgēng 一更 yīgēng 1 diǎn 一更一点一点;一更一點), yīgēng 2 diǎn 一更二点点;一更二點), yīgēng 3 diǎn (一更三点;一 更 三點), yīgēng 4 diǎn (一更四点;一 更 四 點), yīgēng 5 diǎn (一更五点;一 更 五 點), èrgēng (二更).
Dado o tempo sāngēng 2 diǎn (三更二点;三更 二 點), você o leria como "dois diǎn após sāngēng " e acharia o tempo 00:48. 
A duração da noite é inconsistente durante um ano. O décimo nono volume do Livro de Sui diz que no solstício de inverno, um dia foi medido em 60% à noite, e no solstício de verão, apenas 40% à noite. O início oficial da noite, portanto, teve uma variação de 0 a 1 gēng .
Essa variação foi tratada de maneiras diferentes. Do início da dinastia Han Ocidental em 206 aC até 102 dC, yīgēng retrocedeu um kè a cada 9 dias do solstício de inverno ao solstício de verão e avançou um kè a cada 9 dias do solstício de verão ao solstício de inverno. O Calendário Xia (夏历;夏曆), introduzido em 102 DC, adicionava ou subtraía um kè ao início da noite sempre que o sol se movia 2,5 ° para o norte ou sul de sua posição anterior.

### Unidades tradicionais em contexto
| Diǎn               | 00:00:00 Sāngēng    | 00:00:00 Sāngēng    | 00:00:00 Sāngēng    | 00:00:00 Sāngēng    | 00:00:00 Sāngēng    | 00:00:00 Sāngēng    | 00:00:00 Sāngēng    | 00:00:00 Sāngēng    | 00:00:00 Sāngēng    | 00:00:00 Sāngēng    | 00:24:00 Sāngēng 1 diǎn | 00:24:00 Sāngēng 1 diǎn | 00:24:00 Sāngēng 1 diǎn | 00:24:00 Sāngēng 1 diǎn | 00:24:00 Sāngēng 1 diǎn | 00:24:00 Sāngēng 1 diǎn | 00:24:00 Sāngēng 1 diǎn | 00:24:00 Sāngēng 1 diǎn | 00:24:00 Sāngēng 1 diǎn | 00:24:00 Sāngēng 1 diǎn | 00:48:00 Sāngēng 2 diǎn | 00:48:00 Sāngēng 2 diǎn | 00:48:00 Sāngēng 2 diǎn | 00:48:00 Sāngēng 2 diǎn | 00:48:00 Sāngēng 2 diǎn | 00:48:00 Sāngēng 2 diǎn | 00:48:00 Sāngēng 2 diǎn | 00:48:00 Sāngēng 2 diǎn | 00:48:00 Sāngēng 2 diǎn | 00:48:00 Sāngēng 2 diǎn | 01:12:00 Sāngēng 3 diǎn | 01:12:00 Sāngēng 3 diǎn | 01:12:00 Sāngēng 3 diǎn | 01:12:00 Sāngēng 3 diǎn | 01:12:00 Sāngēng 3 diǎn | 01:12:00 Sāngēng 3 diǎn | 01:12:00 Sāngēng 3 diǎn | 01:12:00 Sāngēng 3 diǎn | 01:12:00 Sāngēng 3 diǎn | 01:12:00 Sāngēng 3 diǎn | 01:36:00 Sāngēng 4 diǎn | 01:36:00 Sāngēng 4 diǎn | 01:36:00 Sāngēng 4 diǎn | 01:36:00 Sāngēng 4 diǎn | 01:36:00 Sāngēng 4 diǎn | 01:36:00 Sāngēng 4 diǎn | 01:36:00 Sāngēng 4 diǎn | 01:36:00 Sāngēng 4 diǎn | 01:36:00 Sāngēng 4 diǎn | 01:36:00 Sāngēng 4 diǎn | 02:00:00 Sāngēng 5 diǎn | 02:00:00 Sāngēng 5 diǎn | 02:00:00 Sāngēng 5 diǎn | 02:00:00 Sāngēng 5 diǎn | 02:00:00 Sāngēng 5 diǎn | 02:00:00 Sāngēng 5 diǎn | 02:00:00 Sāngēng 5 diǎn | 02:00:00 Sāngēng 5 diǎn | 02:00:00 Sāngēng 5 diǎn | 02:00:00 Sāngēng 5 diǎn | 02:24:00 Sìgēng       | 02:24:00 Sìgēng       | 02:24:00 Sìgēng       | 02:24:00 Sìgēng       | 02:24:00 Sìgēng       | 02:24:00 Sìgēng       | 02:24:00 Sìgēng       | 02:24:00 Sìgēng       | 02:24:00 Sìgēng       | 02:24:00 Sìgēng       | 02:48:00 Sìgēng 1 diǎn | 02:48:00 Sìgēng 1 diǎn | 02:48:00 Sìgēng 1 diǎn | 02:48:00 Sìgēng 1 diǎn | 02:48:00 Sìgēng 1 diǎn | 02:48:00 Sìgēng 1 diǎn | 02:48:00 Sìgēng 1 diǎn | 02:48:00 Sìgēng 1 diǎn | 02:48:00 Sìgēng 1 diǎn | 02:48:00 Sìgēng 1 diǎn | 03:12:00 Sìgēng 2 diǎn | 03:12:00 Sìgēng 2 diǎn | 03:12:00 Sìgēng 2 diǎn | 03:12:00 Sìgēng 2 diǎn | 03:12:00 Sìgēng 2 diǎn | 03:12:00 Sìgēng 2 diǎn | 03:12:00 Sìgēng 2 diǎn | 03:12:00 Sìgēng 2 diǎn | 03:12:00 Sìgēng 2 diǎn | 03:12:00 Sìgēng 2 diǎn | 03:36:00 Sìgēng 3 diǎn | 03:36:00 Sìgēng 3 diǎn | 03:36:00 Sìgēng 3 diǎn | 03:36:00 Sìgēng 3 diǎn | 03:36:00 Sìgēng 3 diǎn | 03:36:00 Sìgēng 3 diǎn | 03:36:00 Sìgēng 3 diǎn | 03:36:00 Sìgēng 3 diǎn | 03:36:00 Sìgēng 3 diǎn | 03:36:00 Sìgēng 3 diǎn | 04:00:00 Sìgēng 4 diǎn | 04:00:00 Sìgēng 4 diǎn | 04:00:00 Sìgēng 4 diǎn | 04:00:00 Sìgēng 4 diǎn | 04:00:00 Sìgēng 4 diǎn | 04:00:00 Sìgēng 4 diǎn | 04:00:00 Sìgēng 4 diǎn | 04:00:00 Sìgēng 4 diǎn | 04:00:00 Sìgēng 4 diǎn | 04:00:00 Sìgēng 4 diǎn | 04:24:00 Sìgēng 5 diǎn | 04:24:00 Sìgēng 5 diǎn | 04:24:00 Sìgēng 5 diǎn | 04:24:00 Sìgēng 5 diǎn | 04:24:00 Sìgēng 5 diǎn | 04:24:00 Sìgēng 5 diǎn | 04:24:00 Sìgēng 5 diǎn | 04:24:00 Sìgēng 5 diǎn | 04:24:00 Sìgēng 5 diǎn | 04:24:00 Sìgēng 5 diǎn | 04:48:00 Wǔgēng      | 04:48:00 Wǔgēng      | 04:48:00 Wǔgēng      | 04:48:00 Wǔgēng      | 04:48:00 Wǔgēng      | 04:48:00 Wǔgēng      | 04:48:00 Wǔgēng      | 04:48:00 Wǔgēng      | 04:48:00 Wǔgēng      | 04:48:00 Wǔgēng      | 05:12:00 Wǔgēng 1 diǎn | 05:12:00 Wǔgēng 1 diǎn | 05:12:00 Wǔgēng 1 diǎn | 05:12:00 Wǔgēng 1 diǎn | 05:12:00 Wǔgēng 1 diǎn | 05:12:00 Wǔgēng 1 diǎn | 05:12:00 Wǔgēng 1 diǎn | 05:12:00 Wǔgēng 1 diǎn | 05:12:00 Wǔgēng 1 diǎn | 05:12:00 Wǔgēng 1 diǎn | 05:36:00 Wǔgēng 2 diǎn | 05:36:00 Wǔgēng 2 diǎn | 05:36:00 Wǔgēng 2 diǎn | 05:36:00 Wǔgēng 2 diǎn | 05:36:00 Wǔgēng 2 diǎn | 05:36:00 Wǔgēng 2 diǎn | 05:36:00 Wǔgēng 2 diǎn | 05:36:00 Wǔgēng 2 diǎn | 05:36:00 Wǔgēng 2 diǎn | 05:36:00 Wǔgēng 2 diǎn | 06:00:00 Wǔgēng 3 diǎn | 06:00:00 Wǔgēng 3 diǎn | 06:00:00 Wǔgēng 3 diǎn | 06:00:00 Wǔgēng 3 diǎn | 06:00:00 Wǔgēng 3 diǎn | 06:00:00 Wǔgēng 3 diǎn | 06:00:00 Wǔgēng 3 diǎn | 06:00:00 Wǔgēng 3 diǎn | 06:00:00 Wǔgēng 3 diǎn | 06:00:00 Wǔgēng 3 diǎn | 06:24:00 Wǔgēng 4 diǎn | 06:24:00 Wǔgēng 4 diǎn | 06:24:00 Wǔgēng 4 diǎn | 06:24:00 Wǔgēng 4 diǎn | 06:24:00 Wǔgēng 4 diǎn | 06:24:00 Wǔgēng 4 diǎn | 06:24:00 Wǔgēng 4 diǎn | 06:24:00 Wǔgēng 4 diǎn | 06:24:00 Wǔgēng 4 diǎn | 06:24:00 Wǔgēng 4 diǎn | 06:48:00 Wǔgēng 5 diǎn | 06:48:00 Wǔgēng 5 diǎn | 06:48:00 Wǔgēng 5 diǎn | 06:48:00 Wǔgēng 5 diǎn | 06:48:00 Wǔgēng 5 diǎn | 06:48:00 Wǔgēng 5 diǎn | 06:48:00 Wǔgēng 5 diǎn | 06:48:00 Wǔgēng 5 diǎn | 06:48:00 Wǔgēng 5 diǎn | 06:48:00 Wǔgēng 5 diǎn | 07:12:00 Morning     | 07:12:00 Morning     | 07:12:00 Morning     | 07:12:00 Morning     | 07:12:00 Morning     | 07:12:00 Morning     | 07:12:00 Morning     | 07:12:00 Morning     | 07:12:00 Morning     | 07:12:00 Morning     | 07:36:00 Morning 1 diǎn | 07:36:00 Morning 1 diǎn | 07:36:00 Morning 1 diǎn | 07:36:00 Morning 1 diǎn | 07:36:00 Morning 1 diǎn | 07:36:00 Morning 1 diǎn | 07:36:00 Morning 1 diǎn | 07:36:00 Morning 1 diǎn | 07:36:00 Morning 1 diǎn | 07:36:00 Morning 1 diǎn | 08:00:00 Morning 2 diǎn | 08:00:00 Morning 2 diǎn | 08:00:00 Morning 2 diǎn | 08:00:00 Morning 2 diǎn | 08:00:00 Morning 2 diǎn | 08:00:00 Morning 2 diǎn | 08:00:00 Morning 2 diǎn | 08:00:00 Morning 2 diǎn | 08:00:00 Morning 2 diǎn | 08:00:00 Morning 2 diǎn | 08:24:00 Morning 3 diǎn | 08:24:00 Morning 3 diǎn | 08:24:00 Morning 3 diǎn | 08:24:00 Morning 3 diǎn | 08:24:00 Morning 3 diǎn | 08:24:00 Morning 3 diǎn | 08:24:00 Morning 3 diǎn | 08:24:00 Morning 3 diǎn | 08:24:00 Morning 3 diǎn | 08:24:00 Morning 3 diǎn | 08:48:00 Morning 4 diǎn | 08:48:00 Morning 4 diǎn | 08:48:00 Morning 4 diǎn | 08:48:00 Morning 4 diǎn | 08:48:00 Morning 4 diǎn | 08:48:00 Morning 4 diǎn | 08:48:00 Morning 4 diǎn | 08:48:00 Morning 4 diǎn | 08:48:00 Morning 4 diǎn | 08:48:00 Morning 4 diǎn | 09:12:00 Morning 5 diǎn | 09:12:00 Morning 5 diǎn | 09:12:00 Morning 5 diǎn | 09:12:00 Morning 5 diǎn | 09:12:00 Morning 5 diǎn | 09:12:00 Morning 5 diǎn | 09:12:00 Morning 5 diǎn | 09:12:00 Morning 5 diǎn | 09:12:00 Morning 5 diǎn | 09:12:00 Morning 5 diǎn | 09:36:00 Midmorning   | 09:36:00 Midmorning   | 09:36:00 Midmorning   | 09:36:00 Midmorning   | 09:36:00 Midmorning   | 09:36:00 Midmorning   | 09:36:00 Midmorning   | 09:36:00 Midmorning   | 09:36:00 Midmorning   | 09:36:00 Midmorning   | 10:00:00 Midmorning 1 diǎn | 10:00:00 Midmorning 1 diǎn | 10:00:00 Midmorning 1 diǎn | 10:00:00 Midmorning 1 diǎn | 10:00:00 Midmorning 1 diǎn | 10:00:00 Midmorning 1 diǎn | 10:00:00 Midmorning 1 diǎn | 10:00:00 Midmorning 1 diǎn | 10:00:00 Midmorning 1 diǎn | 10:00:00 Midmorning 1 diǎn | 10:24:00 Midmorning 2 diǎn | 10:24:00 Midmorning 2 diǎn | 10:24:00 Midmorning 2 diǎn | 10:24:00 Midmorning 2 diǎn | 10:24:00 Midmorning 2 diǎn | 10:24:00 Midmorning 2 diǎn | 10:24:00 Midmorning 2 diǎn | 10:24:00 Midmorning 2 diǎn | 10:24:00 Midmorning 2 diǎn | 10:24:00 Midmorning 2 diǎn | 10:48:00 Midmorning 3 diǎn | 10:48:00 Midmorning 3 diǎn | 10:48:00 Midmorning 3 diǎn | 10:48:00 Midmorning 3 diǎn | 10:48:00 Midmorning 3 diǎn | 10:48:00 Midmorning 3 diǎn | 10:48:00 Midmorning 3 diǎn | 10:48:00 Midmorning 3 diǎn | 10:48:00 Midmorning 3 diǎn | 10:48:00 Midmorning 3 diǎn | 11:12:00 Midmorning 4 diǎn | 11:12:00 Midmorning 4 diǎn | 11:12:00 Midmorning 4 diǎn | 11:12:00 Midmorning 4 diǎn | 11:12:00 Midmorning 4 diǎn | 11:12:00 Midmorning 4 diǎn | 11:12:00 Midmorning 4 diǎn | 11:12:00 Midmorning 4 diǎn | 11:12:00 Midmorning 4 diǎn | 11:12:00 Midmorning 4 diǎn | 11:36:00 Midmorning 5 diǎn | 11:36:00 Midmorning 5 diǎn | 11:36:00 Midmorning 5 diǎn | 11:36:00 Midmorning 5 diǎn | 11:36:00 Midmorning 5 diǎn | 11:36:00 Midmorning 5 diǎn | 11:36:00 Midmorning 5 diǎn | 11:36:00 Midmorning 5 diǎn | 11:36:00 Midmorning 5 diǎn | 11:36:00 Midmorning 5 diǎn | 12:00:00 Noon       | 12:00:00 Noon       | 12:00:00 Noon       | 12:00:00 Noon       | 12:00:00 Noon       | 12:00:00 Noon       | 12:00:00 Noon       | 12:00:00 Noon       | 12:00:00 Noon       | 12:00:00 Noon       | 12:24:00 Noon 1 diǎn | 12:24:00 Noon 1 diǎn | 12:24:00 Noon 1 diǎn | 12:24:00 Noon 1 diǎn | 12:24:00 Noon 1 diǎn | 12:24:00 Noon 1 diǎn | 12:24:00 Noon 1 diǎn | 12:24:00 Noon 1 diǎn | 12:24:00 Noon 1 diǎn | 12:24:00 Noon 1 diǎn | 12:48:00 Noon 2 diǎn | 12:48:00 Noon 2 diǎn | 12:48:00 Noon 2 diǎn | 12:48:00 Noon 2 diǎn | 12:48:00 Noon 2 diǎn | 12:48:00 Noon 2 diǎn | 12:48:00 Noon 2 diǎn | 12:48:00 Noon 2 diǎn | 12:48:00 Noon 2 diǎn | 12:48:00 Noon 2 diǎn | 13:12:00 Noon 3 diǎn | 13:12:00 Noon 3 diǎn | 13:12:00 Noon 3 diǎn | 13:12:00 Noon 3 diǎn | 13:12:00 Noon 3 diǎn | 13:12:00 Noon 3 diǎn | 13:12:00 Noon 3 diǎn | 13:12:00 Noon 3 diǎn | 13:12:00 Noon 3 diǎn | 13:12:00 Noon 3 diǎn | 13:36:00 Noon 4 diǎn | 13:36:00 Noon 4 diǎn | 13:36:00 Noon 4 diǎn | 13:36:00 Noon 4 diǎn | 13:36:00 Noon 4 diǎn | 13:36:00 Noon 4 diǎn | 13:36:00 Noon 4 diǎn | 13:36:00 Noon 4 diǎn | 13:36:00 Noon 4 diǎn | 13:36:00 Noon 4 diǎn | 14:00:00 Noon 5 diǎn | 14:00:00 Noon 5 diǎn | 14:00:00 Noon 5 diǎn | 14:00:00 Noon 5 diǎn | 14:00:00 Noon 5 diǎn | 14:00:00 Noon 5 diǎn | 14:00:00 Noon 5 diǎn | 14:00:00 Noon 5 diǎn | 14:00:00 Noon 5 diǎn | 14:00:00 Noon 5 diǎn | 14:24:00 Afternoon   | 14:24:00 Afternoon   | 14:24:00 Afternoon   | 14:24:00 Afternoon   | 14:24:00 Afternoon   | 14:24:00 Afternoon   | 14:24:00 Afternoon   | 14:24:00 Afternoon   | 14:24:00 Afternoon   | 14:24:00 Afternoon   | 14:48:00 Afternoon 1 diǎn | 14:48:00 Afternoon 1 diǎn | 14:48:00 Afternoon 1 diǎn | 14:48:00 Afternoon 1 diǎn | 14:48:00 Afternoon 1 diǎn | 14:48:00 Afternoon 1 diǎn | 14:48:00 Afternoon 1 diǎn | 14:48:00 Afternoon 1 diǎn | 14:48:00 Afternoon 1 diǎn | 14:48:00 Afternoon 1 diǎn | 15:12:00 Afternoon 2 diǎn | 15:12:00 Afternoon 2 diǎn | 15:12:00 Afternoon 2 diǎn | 15:12:00 Afternoon 2 diǎn | 15:12:00 Afternoon 2 diǎn | 15:12:00 Afternoon 2 diǎn | 15:12:00 Afternoon 2 diǎn | 15:12:00 Afternoon 2 diǎn | 15:12:00 Afternoon 2 diǎn | 15:12:00 Afternoon 2 diǎn | 15:36:00 Afternoon 3 diǎn | 15:36:00 Afternoon 3 diǎn | 15:36:00 Afternoon 3 diǎn | 15:36:00 Afternoon 3 diǎn | 15:36:00 Afternoon 3 diǎn | 15:36:00 Afternoon 3 diǎn | 15:36:00 Afternoon 3 diǎn | 15:36:00 Afternoon 3 diǎn | 15:36:00 Afternoon 3 diǎn | 15:36:00 Afternoon 3 diǎn | 16:00:00 Afternoon 4 diǎn | 16:00:00 Afternoon 4 diǎn | 16:00:00 Afternoon 4 diǎn | 16:00:00 Afternoon 4 diǎn | 16:00:00 Afternoon 4 diǎn | 16:00:00 Afternoon 4 diǎn | 16:00:00 Afternoon 4 diǎn | 16:00:00 Afternoon 4 diǎn | 16:00:00 Afternoon 4 diǎn | 16:00:00 Afternoon 4 diǎn | 16:24:00 Afternoon 5 diǎn | 16:24:00 Afternoon 5 diǎn | 16:24:00 Afternoon 5 diǎn | 16:24:00 Afternoon 5 diǎn | 16:24:00 Afternoon 5 diǎn | 16:24:00 Afternoon 5 diǎn | 16:24:00 Afternoon 5 diǎn | 16:24:00 Afternoon 5 diǎn | 16:24:00 Afternoon 5 diǎn | 16:24:00 Afternoon 5 diǎn | 16:48:00 Evening      | 16:48:00 Evening      | 16:48:00 Evening      | 16:48:00 Evening      | 16:48:00 Evening      | 16:48:00 Evening      | 16:48:00 Evening      | 16:48:00 Evening      | 16:48:00 Evening      | 16:48:00 Evening      | 17:12:00 Evening 1 diǎn | 17:12:00 Evening 1 diǎn | 17:12:00 Evening 1 diǎn | 17:12:00 Evening 1 diǎn | 17:12:00 Evening 1 diǎn | 17:12:00 Evening 1 diǎn | 17:12:00 Evening 1 diǎn | 17:12:00 Evening 1 diǎn | 17:12:00 Evening 1 diǎn | 17:12:00 Evening 1 diǎn | 17:36:00 Evening 2 diǎn | 17:36:00 Evening 2 diǎn | 17:36:00 Evening 2 diǎn | 17:36:00 Evening 2 diǎn | 17:36:00 Evening 2 diǎn | 17:36:00 Evening 2 diǎn | 17:36:00 Evening 2 diǎn | 17:36:00 Evening 2 diǎn | 17:36:00 Evening 2 diǎn | 17:36:00 Evening 2 diǎn | 18:00:00 Evening 3 diǎn | 18:00:00 Evening 3 diǎn | 18:00:00 Evening 3 diǎn | 18:00:00 Evening 3 diǎn | 18:00:00 Evening 3 diǎn | 18:00:00 Evening 3 diǎn | 18:00:00 Evening 3 diǎn | 18:00:00 Evening 3 diǎn | 18:00:00 Evening 3 diǎn | 18:00:00 Evening 3 diǎn | 18:24:00 Evening 4 diǎn | 18:24:00 Evening 4 diǎn | 18:24:00 Evening 4 diǎn | 18:24:00 Evening 4 diǎn | 18:24:00 Evening 4 diǎn | 18:24:00 Evening 4 diǎn | 18:24:00 Evening 4 diǎn | 18:24:00 Evening 4 diǎn | 18:24:00 Evening 4 diǎn | 18:24:00 Evening 4 diǎn | 18:48:00 Evening 5 diǎn | 18:48:00 Evening 5 diǎn | 18:48:00 Evening 5 diǎn | 18:48:00 Evening 5 diǎn | 18:48:00 Evening 5 diǎn | 18:48:00 Evening 5 diǎn | 18:48:00 Evening 5 diǎn | 18:48:00 Evening 5 diǎn | 18:48:00 Evening 5 diǎn | 18:48:00 Evening 5 diǎn | 19:12:00 Yīgēng      | 19:12:00 Yīgēng      | 19:12:00 Yīgēng      | 19:12:00 Yīgēng      | 19:12:00 Yīgēng      | 19:12:00 Yīgēng      | 19:12:00 Yīgēng      | 19:12:00 Yīgēng      | 19:12:00 Yīgēng      | 19:12:00 Yīgēng      | 19:36:00 Yīgēng 1 diǎn | 19:36:00 Yīgēng 1 diǎn | 19:36:00 Yīgēng 1 diǎn | 19:36:00 Yīgēng 1 diǎn | 19:36:00 Yīgēng 1 diǎn | 19:36:00 Yīgēng 1 diǎn | 19:36:00 Yīgēng 1 diǎn | 19:36:00 Yīgēng 1 diǎn | 19:36:00 Yīgēng 1 diǎn | 19:36:00 Yīgēng 1 diǎn | 20:00:00 Yīgēng 2 diǎn | 20:00:00 Yīgēng 2 diǎn | 20:00:00 Yīgēng 2 diǎn | 20:00:00 Yīgēng 2 diǎn | 20:00:00 Yīgēng 2 diǎn | 20:00:00 Yīgēng 2 diǎn | 20:00:00 Yīgēng 2 diǎn | 20:00:00 Yīgēng 2 diǎn | 20:00:00 Yīgēng 2 diǎn | 20:00:00 Yīgēng 2 diǎn | 20:24:00 Yīgēng 3 diǎn | 20:24:00 Yīgēng 3 diǎn | 20:24:00 Yīgēng 3 diǎn | 20:24:00 Yīgēng 3 diǎn | 20:24:00 Yīgēng 3 diǎn | 20:24:00 Yīgēng 3 diǎn | 20:24:00 Yīgēng 3 diǎn | 20:24:00 Yīgēng 3 diǎn | 20:24:00 Yīgēng 3 diǎn | 20:24:00 Yīgēng 3 diǎn | 20:48:00 Yīgēng 4 diǎn | 20:48:00 Yīgēng 4 diǎn | 20:48:00 Yīgēng 4 diǎn | 20:48:00 Yīgēng 4 diǎn | 20:48:00 Yīgēng 4 diǎn | 20:48:00 Yīgēng 4 diǎn | 20:48:00 Yīgēng 4 diǎn | 20:48:00 Yīgēng 4 diǎn | 20:48:00 Yīgēng 4 diǎn | 20:48:00 Yīgēng 4 diǎn | 21:12:00 Yīgēng 5 diǎn | 21:12:00 Yīgēng 5 diǎn | 21:12:00 Yīgēng 5 diǎn | 21:12:00 Yīgēng 5 diǎn | 21:12:00 Yīgēng 5 diǎn | 21:12:00 Yīgēng 5 diǎn | 21:12:00 Yīgēng 5 diǎn | 21:12:00 Yīgēng 5 diǎn | 21:12:00 Yīgēng 5 diǎn | 21:12:00 Yīgēng 5 diǎn | 21:36:00 Èrgēng     | 21:36:00 Èrgēng     | 21:36:00 Èrgēng     | 21:36:00 Èrgēng     | 21:36:00 Èrgēng     | 21:36:00 Èrgēng     | 21:36:00 Èrgēng     | 21:36:00 Èrgēng     | 21:36:00 Èrgēng     | 21:36:00 Èrgēng     | 22:00:00 Èrgēng 1 diǎn | 22:00:00 Èrgēng 1 diǎn | 22:00:00 Èrgēng 1 diǎn | 22:00:00 Èrgēng 1 diǎn | 22:00:00 Èrgēng 1 diǎn | 22:00:00 Èrgēng 1 diǎn | 22:00:00 Èrgēng 1 diǎn | 22:00:00 Èrgēng 1 diǎn | 22:00:00 Èrgēng 1 diǎn | 22:00:00 Èrgēng 1 diǎn | 22:24:00 Èrgēng 2 diǎn | 22:24:00 Èrgēng 2 diǎn | 22:24:00 Èrgēng 2 diǎn | 22:24:00 Èrgēng 2 diǎn | 22:24:00 Èrgēng 2 diǎn | 22:24:00 Èrgēng 2 diǎn | 22:24:00 Èrgēng 2 diǎn | 22:24:00 Èrgēng 2 diǎn | 22:24:00 Èrgēng 2 diǎn | 22:24:00 Èrgēng 2 diǎn | 22:48:00 Èrgēng 3 diǎn | 22:48:00 Èrgēng 3 diǎn | 22:48:00 Èrgēng 3 diǎn | 22:48:00 Èrgēng 3 diǎn | 22:48:00 Èrgēng 3 diǎn | 22:48:00 Èrgēng 3 diǎn | 22:48:00 Èrgēng 3 diǎn | 22:48:00 Èrgēng 3 diǎn | 22:48:00 Èrgēng 3 diǎn | 22:48:00 Èrgēng 3 diǎn | 23:12:00 Èrgēng 4 diǎn | 23:12:00 Èrgēng 4 diǎn | 23:12:00 Èrgēng 4 diǎn | 23:12:00 Èrgēng 4 diǎn | 23:12:00 Èrgēng 4 diǎn | 23:12:00 Èrgēng 4 diǎn | 23:12:00 Èrgēng 4 diǎn | 23:12:00 Èrgēng 4 diǎn | 23:12:00 Èrgēng 4 diǎn | 23:12:00 Èrgēng 4 diǎn | 23:36:00 Èrgēng 5 diǎn | 23:36:00 Èrgēng 5 diǎn | 23:36:00 Èrgēng 5 diǎn | 23:36:00 Èrgēng 5 diǎn | 23:36:00 Èrgēng 5 diǎn | 23:36:00 Èrgēng 5 diǎn | 23:36:00 Èrgēng 5 diǎn | 23:36:00 Èrgēng 5 diǎn | 23:36:00 Èrgēng 5 diǎn | 23:36:00 Èrgēng 5 diǎn |
| Gēng               | 00:00:00 Sāngēng    | 00:00:00 Sāngēng    | 00:00:00 Sāngēng    | 00:00:00 Sāngēng    | 00:00:00 Sāngēng    | 00:00:00 Sāngēng    | 00:00:00 Sāngēng    | 00:00:00 Sāngēng    | 00:00:00 Sāngēng    | 00:00:00 Sāngēng    | 00:00:00 Sāngēng        | 00:00:00 Sāngēng        | 00:00:00 Sāngēng        | 00:00:00 Sāngēng        | 00:00:00 Sāngēng        | 00:00:00 Sāngēng        | 00:00:00 Sāngēng        | 00:00:00 Sāngēng        | 00:00:00 Sāngēng        | 00:00:00 Sāngēng        | 00:00:00 Sāngēng        | 00:00:00 Sāngēng        | 00:00:00 Sāngēng        | 00:00:00 Sāngēng        | 00:00:00 Sāngēng        | 00:00:00 Sāngēng        | 00:00:00 Sāngēng        | 00:00:00 Sāngēng        | 00:00:00 Sāngēng        | 00:00:00 Sāngēng        | 00:00:00 Sāngēng        | 00:00:00 Sāngēng        | 00:00:00 Sāngēng        | 00:00:00 Sāngēng        | 00:00:00 Sāngēng        | 00:00:00 Sāngēng        | 00:00:00 Sāngēng        | 00:00:00 Sāngēng        | 00:00:00 Sāngēng        | 00:00:00 Sāngēng        | 00:00:00 Sāngēng        | 00:00:00 Sāngēng        | 00:00:00 Sāngēng        | 00:00:00 Sāngēng        | 00:00:00 Sāngēng        | 00:00:00 Sāngēng        | 00:00:00 Sāngēng        | 00:00:00 Sāngēng        | 00:00:00 Sāngēng        | 00:00:00 Sāngēng        | 00:00:00 Sāngēng        | 00:00:00 Sāngēng        | 00:00:00 Sāngēng        | 00:00:00 Sāngēng        | 00:00:00 Sāngēng        | 00:00:00 Sāngēng        | 00:00:00 Sāngēng        | 00:00:00 Sāngēng        | 00:00:00 Sāngēng        | 00:00:00 Sāngēng        | 02:24:00 Sìgēng       | 02:24:00 Sìgēng       | 02:24:00 Sìgēng       | 02:24:00 Sìgēng       | 02:24:00 Sìgēng       | 02:24:00 Sìgēng       | 02:24:00 Sìgēng       | 02:24:00 Sìgēng       | 02:24:00 Sìgēng       | 02:24:00 Sìgēng       | 02:24:00 Sìgēng        | 02:24:00 Sìgēng        | 02:24:00 Sìgēng        | 02:24:00 Sìgēng        | 02:24:00 Sìgēng        | 02:24:00 Sìgēng        | 02:24:00 Sìgēng        | 02:24:00 Sìgēng        | 02:24:00 Sìgēng        | 02:24:00 Sìgēng        | 02:24:00 Sìgēng        | 02:24:00 Sìgēng        | 02:24:00 Sìgēng        | 02:24:00 Sìgēng        | 02:24:00 Sìgēng        | 02:24:00 Sìgēng        | 02:24:00 Sìgēng        | 02:24:00 Sìgēng        | 02:24:00 Sìgēng        | 02:24:00 Sìgēng        | 02:24:00 Sìgēng        | 02:24:00 Sìgēng        | 02:24:00 Sìgēng        | 02:24:00 Sìgēng        | 02:24:00 Sìgēng        | 02:24:00 Sìgēng        | 02:24:00 Sìgēng        | 02:24:00 Sìgēng        | 02:24:00 Sìgēng        | 02:24:00 Sìgēng        | 02:24:00 Sìgēng        | 02:24:00 Sìgēng        | 02:24:00 Sìgēng        | 02:24:00 Sìgēng        | 02:24:00 Sìgēng        | 02:24:00 Sìgēng        | 02:24:00 Sìgēng        | 02:24:00 Sìgēng        | 02:24:00 Sìgēng        | 02:24:00 Sìgēng        | 02:24:00 Sìgēng        | 02:24:00 Sìgēng        | 02:24:00 Sìgēng        | 02:24:00 Sìgēng        | 02:24:00 Sìgēng        | 02:24:00 Sìgēng        | 02:24:00 Sìgēng        | 02:24:00 Sìgēng        | 02:24:00 Sìgēng        | 02:24:00 Sìgēng        | 04:48:00 Wǔgēng      | 04:48:00 Wǔgēng      | 04:48:00 Wǔgēng      | 04:48:00 Wǔgēng      | 04:48:00 Wǔgēng      | 04:48:00 Wǔgēng      | 04:48:00 Wǔgēng      | 04:48:00 Wǔgēng      | 04:48:00 Wǔgēng      | 04:48:00 Wǔgēng      | 04:48:00 Wǔgēng        | 04:48:00 Wǔgēng        | 04:48:00 Wǔgēng        | 04:48:00 Wǔgēng        | 04:48:00 Wǔgēng        | 04:48:00 Wǔgēng        | 04:48:00 Wǔgēng        | 04:48:00 Wǔgēng        | 04:48:00 Wǔgēng        | 04:48:00 Wǔgēng        | 04:48:00 Wǔgēng        | 04:48:00 Wǔgēng        | 04:48:00 Wǔgēng        | 04:48:00 Wǔgēng        | 04:48:00 Wǔgēng        | 04:48:00 Wǔgēng        | 04:48:00 Wǔgēng        | 04:48:00 Wǔgēng        | 04:48:00 Wǔgēng        | 04:48:00 Wǔgēng        | 04:48:00 Wǔgēng        | 04:48:00 Wǔgēng        | 04:48:00 Wǔgēng        | 04:48:00 Wǔgēng        | 04:48:00 Wǔgēng        | 04:48:00 Wǔgēng        | 04:48:00 Wǔgēng        | 04:48:00 Wǔgēng        | 04:48:00 Wǔgēng        | 04:48:00 Wǔgēng        | 04:48:00 Wǔgēng        | 04:48:00 Wǔgēng        | 04:48:00 Wǔgēng        | 04:48:00 Wǔgēng        | 04:48:00 Wǔgēng        | 04:48:00 Wǔgēng        | 04:48:00 Wǔgēng        | 04:48:00 Wǔgēng        | 04:48:00 Wǔgēng        | 04:48:00 Wǔgēng        | 04:48:00 Wǔgēng        | 04:48:00 Wǔgēng        | 04:48:00 Wǔgēng        | 04:48:00 Wǔgēng        | 04:48:00 Wǔgēng        | 04:48:00 Wǔgēng        | 04:48:00 Wǔgēng        | 04:48:00 Wǔgēng        | 04:48:00 Wǔgēng        | 04:48:00 Wǔgēng        | 07:12:00 Morning     | 07:12:00 Morning     | 07:12:00 Morning     | 07:12:00 Morning     | 07:12:00 Morning     | 07:12:00 Morning     | 07:12:00 Morning     | 07:12:00 Morning     | 07:12:00 Morning     | 07:12:00 Morning     | 07:12:00 Morning        | 07:12:00 Morning        | 07:12:00 Morning        | 07:12:00 Morning        | 07:12:00 Morning        | 07:12:00 Morning        | 07:12:00 Morning        | 07:12:00 Morning        | 07:12:00 Morning        | 07:12:00 Morning        | 07:12:00 Morning        | 07:12:00 Morning        | 07:12:00 Morning        | 07:12:00 Morning        | 07:12:00 Morning        | 07:12:00 Morning        | 07:12:00 Morning        | 07:12:00 Morning        | 07:12:00 Morning        | 07:12:00 Morning        | 07:12:00 Morning        | 07:12:00 Morning        | 07:12:00 Morning        | 07:12:00 Morning        | 07:12:00 Morning        | 07:12:00 Morning        | 07:12:00 Morning        | 07:12:00 Morning        | 07:12:00 Morning        | 07:12:00 Morning        | 07:12:00 Morning        | 07:12:00 Morning        | 07:12:00 Morning        | 07:12:00 Morning        | 07:12:00 Morning        | 07:12:00 Morning        | 07:12:00 Morning        | 07:12:00 Morning        | 07:12:00 Morning        | 07:12:00 Morning        | 07:12:00 Morning        | 07:12:00 Morning        | 07:12:00 Morning        | 07:12:00 Morning        | 07:12:00 Morning        | 07:12:00 Morning        | 07:12:00 Morning        | 07:12:00 Morning        | 07:12:00 Morning        | 07:12:00 Morning        | 09:36:00 Midmorning   | 09:36:00 Midmorning   | 09:36:00 Midmorning   | 09:36:00 Midmorning   | 09:36:00 Midmorning   | 09:36:00 Midmorning   | 09:36:00 Midmorning   | 09:36:00 Midmorning   | 09:36:00 Midmorning   | 09:36:00 Midmorning   | 09:36:00 Midmorning        | 09:36:00 Midmorning        | 09:36:00 Midmorning        | 09:36:00 Midmorning        | 09:36:00 Midmorning        | 09:36:00 Midmorning        | 09:36:00 Midmorning        | 09:36:00 Midmorning        | 09:36:00 Midmorning        | 09:36:00 Midmorning        | 09:36:00 Midmorning        | 09:36:00 Midmorning        | 09:36:00 Midmorning        | 09:36:00 Midmorning        | 09:36:00 Midmorning        | 09:36:00 Midmorning        | 09:36:00 Midmorning        | 09:36:00 Midmorning        | 09:36:00 Midmorning        | 09:36:00 Midmorning        | 09:36:00 Midmorning        | 09:36:00 Midmorning        | 09:36:00 Midmorning        | 09:36:00 Midmorning        | 09:36:00 Midmorning        | 09:36:00 Midmorning        | 09:36:00 Midmorning        | 09:36:00 Midmorning        | 09:36:00 Midmorning        | 09:36:00 Midmorning        | 09:36:00 Midmorning        | 09:36:00 Midmorning        | 09:36:00 Midmorning        | 09:36:00 Midmorning        | 09:36:00 Midmorning        | 09:36:00 Midmorning        | 09:36:00 Midmorning        | 09:36:00 Midmorning        | 09:36:00 Midmorning        | 09:36:00 Midmorning        | 09:36:00 Midmorning        | 09:36:00 Midmorning        | 09:36:00 Midmorning        | 09:36:00 Midmorning        | 09:36:00 Midmorning        | 09:36:00 Midmorning        | 09:36:00 Midmorning        | 09:36:00 Midmorning        | 09:36:00 Midmorning        | 09:36:00 Midmorning        | 12:00:00 Noon       | 12:00:00 Noon       | 12:00:00 Noon       | 12:00:00 Noon       | 12:00:00 Noon       | 12:00:00 Noon       | 12:00:00 Noon       | 12:00:00 Noon       | 12:00:00 Noon       | 12:00:00 Noon       | 12:00:00 Noon        | 12:00:00 Noon        | 12:00:00 Noon        | 12:00:00 Noon        | 12:00:00 Noon        | 12:00:00 Noon        | 12:00:00 Noon        | 12:00:00 Noon        | 12:00:00 Noon        | 12:00:00 Noon        | 12:00:00 Noon        | 12:00:00 Noon        | 12:00:00 Noon        | 12:00:00 Noon        | 12:00:00 Noon        | 12:00:00 Noon        | 12:00:00 Noon        | 12:00:00 Noon        | 12:00:00 Noon        | 12:00:00 Noon        | 12:00:00 Noon        | 12:00:00 Noon        | 12:00:00 Noon        | 12:00:00 Noon        | 12:00:00 Noon        | 12:00:00 Noon        | 12:00:00 Noon        | 12:00:00 Noon        | 12:00:00 Noon        | 12:00:00 Noon        | 12:00:00 Noon        | 12:00:00 Noon        | 12:00:00 Noon        | 12:00:00 Noon        | 12:00:00 Noon        | 12:00:00 Noon        | 12:00:00 Noon        | 12:00:00 Noon        | 12:00:00 Noon        | 12:00:00 Noon        | 12:00:00 Noon        | 12:00:00 Noon        | 12:00:00 Noon        | 12:00:00 Noon        | 12:00:00 Noon        | 12:00:00 Noon        | 12:00:00 Noon        | 12:00:00 Noon        | 12:00:00 Noon        | 12:00:00 Noon        | 14:24:00 Afternoon   | 14:24:00 Afternoon   | 14:24:00 Afternoon   | 14:24:00 Afternoon   | 14:24:00 Afternoon   | 14:24:00 Afternoon   | 14:24:00 Afternoon   | 14:24:00 Afternoon   | 14:24:00 Afternoon   | 14:24:00 Afternoon   | 14:24:00 Afternoon        | 14:24:00 Afternoon        | 14:24:00 Afternoon        | 14:24:00 Afternoon        | 14:24:00 Afternoon        | 14:24:00 Afternoon        | 14:24:00 Afternoon        | 14:24:00 Afternoon        | 14:24:00 Afternoon        | 14:24:00 Afternoon        | 14:24:00 Afternoon        | 14:24:00 Afternoon        | 14:24:00 Afternoon        | 14:24:00 Afternoon        | 14:24:00 Afternoon        | 14:24:00 Afternoon        | 14:24:00 Afternoon        | 14:24:00 Afternoon        | 14:24:00 Afternoon        | 14:24:00 Afternoon        | 14:24:00 Afternoon        | 14:24:00 Afternoon        | 14:24:00 Afternoon        | 14:24:00 Afternoon        | 14:24:00 Afternoon        | 14:24:00 Afternoon        | 14:24:00 Afternoon        | 14:24:00 Afternoon        | 14:24:00 Afternoon        | 14:24:00 Afternoon        | 14:24:00 Afternoon        | 14:24:00 Afternoon        | 14:24:00 Afternoon        | 14:24:00 Afternoon        | 14:24:00 Afternoon        | 14:24:00 Afternoon        | 14:24:00 Afternoon        | 14:24:00 Afternoon        | 14:24:00 Afternoon        | 14:24:00 Afternoon        | 14:24:00 Afternoon        | 14:24:00 Afternoon        | 14:24:00 Afternoon        | 14:24:00 Afternoon        | 14:24:00 Afternoon        | 14:24:00 Afternoon        | 14:24:00 Afternoon        | 14:24:00 Afternoon        | 14:24:00 Afternoon        | 14:24:00 Afternoon        | 16:48:00 Evening      | 16:48:00 Evening      | 16:48:00 Evening      | 16:48:00 Evening      | 16:48:00 Evening      | 16:48:00 Evening      | 16:48:00 Evening      | 16:48:00 Evening      | 16:48:00 Evening      | 16:48:00 Evening      | 16:48:00 Evening        | 16:48:00 Evening        | 16:48:00 Evening        | 16:48:00 Evening        | 16:48:00 Evening        | 16:48:00 Evening        | 16:48:00 Evening        | 16:48:00 Evening        | 16:48:00 Evening        | 16:48:00 Evening        | 16:48:00 Evening        | 16:48:00 Evening        | 16:48:00 Evening        | 16:48:00 Evening        | 16:48:00 Evening        | 16:48:00 Evening        | 16:48:00 Evening        | 16:48:00 Evening        | 16:48:00 Evening        | 16:48:00 Evening        | 16:48:00 Evening        | 16:48:00 Evening        | 16:48:00 Evening        | 16:48:00 Evening        | 16:48:00 Evening        | 16:48:00 Evening        | 16:48:00 Evening        | 16:48:00 Evening        | 16:48:00 Evening        | 16:48:00 Evening        | 16:48:00 Evening        | 16:48:00 Evening        | 16:48:00 Evening        | 16:48:00 Evening        | 16:48:00 Evening        | 16:48:00 Evening        | 16:48:00 Evening        | 16:48:00 Evening        | 16:48:00 Evening        | 16:48:00 Evening        | 16:48:00 Evening        | 16:48:00 Evening        | 16:48:00 Evening        | 16:48:00 Evening        | 16:48:00 Evening        | 16:48:00 Evening        | 16:48:00 Evening        | 16:48:00 Evening        | 16:48:00 Evening        | 16:48:00 Evening        | 19:12:00 Yīgēng      | 19:12:00 Yīgēng      | 19:12:00 Yīgēng      | 19:12:00 Yīgēng      | 19:12:00 Yīgēng      | 19:12:00 Yīgēng      | 19:12:00 Yīgēng      | 19:12:00 Yīgēng      | 19:12:00 Yīgēng      | 19:12:00 Yīgēng      | 19:12:00 Yīgēng        | 19:12:00 Yīgēng        | 19:12:00 Yīgēng        | 19:12:00 Yīgēng        | 19:12:00 Yīgēng        | 19:12:00 Yīgēng        | 19:12:00 Yīgēng        | 19:12:00 Yīgēng        | 19:12:00 Yīgēng        | 19:12:00 Yīgēng        | 19:12:00 Yīgēng        | 19:12:00 Yīgēng        | 19:12:00 Yīgēng        | 19:12:00 Yīgēng        | 19:12:00 Yīgēng        | 19:12:00 Yīgēng        | 19:12:00 Yīgēng        | 19:12:00 Yīgēng        | 19:12:00 Yīgēng        | 19:12:00 Yīgēng        | 19:12:00 Yīgēng        | 19:12:00 Yīgēng        | 19:12:00 Yīgēng        | 19:12:00 Yīgēng        | 19:12:00 Yīgēng        | 19:12:00 Yīgēng        | 19:12:00 Yīgēng        | 19:12:00 Yīgēng        | 19:12:00 Yīgēng        | 19:12:00 Yīgēng        | 19:12:00 Yīgēng        | 19:12:00 Yīgēng        | 19:12:00 Yīgēng        | 19:12:00 Yīgēng        | 19:12:00 Yīgēng        | 19:12:00 Yīgēng        | 19:12:00 Yīgēng        | 19:12:00 Yīgēng        | 19:12:00 Yīgēng        | 19:12:00 Yīgēng        | 19:12:00 Yīgēng        | 19:12:00 Yīgēng        | 19:12:00 Yīgēng        | 19:12:00 Yīgēng        | 19:12:00 Yīgēng        | 19:12:00 Yīgēng        | 19:12:00 Yīgēng        | 19:12:00 Yīgēng        | 19:12:00 Yīgēng        | 19:12:00 Yīgēng        | 21:36:00 Èrgēng     | 21:36:00 Èrgēng     | 21:36:00 Èrgēng     | 21:36:00 Èrgēng     | 21:36:00 Èrgēng     | 21:36:00 Èrgēng     | 21:36:00 Èrgēng     | 21:36:00 Èrgēng     | 21:36:00 Èrgēng     | 21:36:00 Èrgēng     | 21:36:00 Èrgēng        | 21:36:00 Èrgēng        | 21:36:00 Èrgēng        | 21:36:00 Èrgēng        | 21:36:00 Èrgēng        | 21:36:00 Èrgēng        | 21:36:00 Èrgēng        | 21:36:00 Èrgēng        | 21:36:00 Èrgēng        | 21:36:00 Èrgēng        | 21:36:00 Èrgēng        | 21:36:00 Èrgēng        | 21:36:00 Èrgēng        | 21:36:00 Èrgēng        | 21:36:00 Èrgēng        | 21:36:00 Èrgēng        | 21:36:00 Èrgēng        | 21:36:00 Èrgēng        | 21:36:00 Èrgēng        | 21:36:00 Èrgēng        | 21:36:00 Èrgēng        | 21:36:00 Èrgēng        | 21:36:00 Èrgēng        | 21:36:00 Èrgēng        | 21:36:00 Èrgēng        | 21:36:00 Èrgēng        | 21:36:00 Èrgēng        | 21:36:00 Èrgēng        | 21:36:00 Èrgēng        | 21:36:00 Èrgēng        | 21:36:00 Èrgēng        | 21:36:00 Èrgēng        | 21:36:00 Èrgēng        | 21:36:00 Èrgēng        | 21:36:00 Èrgēng        | 21:36:00 Èrgēng        | 21:36:00 Èrgēng        | 21:36:00 Èrgēng        | 21:36:00 Èrgēng        | 21:36:00 Èrgēng        | 21:36:00 Èrgēng        | 21:36:00 Èrgēng        | 21:36:00 Èrgēng        | 21:36:00 Èrgēng        | 21:36:00 Èrgēng        | 21:36:00 Èrgēng        | 21:36:00 Èrgēng        | 21:36:00 Èrgēng        | 21:36:00 Èrgēng        | 21:36:00 Èrgēng        |
| Kè (only major kè) | 00:00:00            | 00:00:00            | 00:00:00            | 00:00:00            | 00:00:00            | 00:00:00            | 00:14:24            | 00:14:24            | 00:14:24            | 00:14:24            | 00:14:24                | 00:14:24                | 00:28:48                | 00:28:48                | 00:28:48                | 00:28:48                | 00:28:48                | 00:28:48                | 00:43:12                | 00:43:12                | 00:43:12                | 00:43:12                | 00:43:12                | 00:43:12                | 00:57:36                | 00:57:36                | 00:57:36                | 00:57:36                | 00:57:36                | 00:57:36                | 01:12:00                | 01:12:00                | 01:12:00                | 01:12:00                | 01:12:00                | 01:12:00                | 01:26:24                | 01:26:24                | 01:26:24                | 01:26:24                | 01:26:24                | 01:26:24                | 01:40:48                | 01:40:48                | 01:40:48                | 01:40:48                | 01:40:48                | 01:40:48                | 01:55:12                | 01:55:12                | 01:55:12                | 01:55:12                | 01:55:12                | 01:55:12                | 02:09:36                | 02:09:36                | 02:09:36                | 02:09:36                | 02:09:36                | 02:09:36                | 02:24:00              | 02:24:00              | 02:24:00              | 02:24:00              | 02:24:00              | 02:24:00              | 02:38:24              | 02:38:24              | 02:38:24              | 02:38:24              | 02:38:24               | 02:38:24               | 02:52:48               | 02:52:48               | 02:52:48               | 02:52:48               | 02:52:48               | 02:52:48               | 03:07:12               | 03:07:12               | 03:07:12               | 03:07:12               | 03:07:12               | 03:07:12               | 03:21:36               | 03:21:36               | 03:21:36               | 03:21:36               | 03:21:36               | 03:21:36               | 03:36:00               | 03:36:00               | 03:36:00               | 03:36:00               | 03:36:00               | 03:36:00               | 03:50:24               | 03:50:24               | 03:50:24               | 03:50:24               | 03:50:24               | 03:50:24               | 04:04:48               | 04:04:48               | 04:04:48               | 04:04:48               | 04:04:48               | 04:04:48               | 04:19:12               | 04:19:12               | 04:19:12               | 04:19:12               | 04:19:12               | 04:19:12               | 04:33:36               | 04:33:36               | 04:33:36               | 04:33:36               | 04:33:36               | 04:33:36               | 04:48:00             | 04:48:00             | 04:48:00             | 04:48:00             | 04:48:00             | 04:48:00             | 05:02:24             | 05:02:24             | 05:02:24             | 05:02:24             | 05:02:24               | 05:02:24               | 05:16:48               | 05:16:48               | 05:16:48               | 05:16:48               | 05:16:48               | 05:16:48               | 05:31:12               | 05:31:12               | 05:31:12               | 05:31:12               | 05:31:12               | 05:31:12               | 05:45:36               | 05:45:36               | 05:45:36               | 05:45:36               | 05:45:36               | 05:45:36               | 06:00:00               | 06:00:00               | 06:00:00               | 06:00:00               | 06:00:00               | 06:00:00               | 06:14:24               | 06:14:24               | 06:14:24               | 06:14:24               | 06:14:24               | 06:14:24               | 06:28:48               | 06:28:48               | 06:28:48               | 06:28:48               | 06:28:48               | 06:28:48               | 06:43:12               | 06:43:12               | 06:43:12               | 06:43:12               | 06:43:12               | 06:43:12               | 06:57:36               | 06:57:36               | 06:57:36               | 06:57:36               | 06:57:36               | 06:57:36               | 07:12:00             | 07:12:00             | 07:12:00             | 07:12:00             | 07:12:00             | 07:12:00             | 07:26:24             | 07:26:24             | 07:26:24             | 07:26:24             | 07:26:24                | 07:26:24                | 07:40:48                | 07:40:48                | 07:40:48                | 07:40:48                | 07:40:48                | 07:40:48                | 07:55:12                | 07:55:12                | 07:55:12                | 07:55:12                | 07:55:12                | 07:55:12                | 08:09:36                | 08:09:36                | 08:09:36                | 08:09:36                | 08:09:36                | 08:09:36                | 08:24:00                | 08:24:00                | 08:24:00                | 08:24:00                | 08:24:00                | 08:24:00                | 08:38:24                | 08:38:24                | 08:38:24                | 08:38:24                | 08:38:24                | 08:38:24                | 08:52:48                | 08:52:48                | 08:52:48                | 08:52:48                | 08:52:48                | 08:52:48                | 09:07:12                | 09:07:12                | 09:07:12                | 09:07:12                | 09:07:12                | 09:07:12                | 09:21:36                | 09:21:36                | 09:21:36                | 09:21:36                | 09:21:36                | 09:21:36                | 09:36:00              | 09:36:00              | 09:36:00              | 09:36:00              | 09:36:00              | 09:36:00              | 09:50:24              | 09:50:24              | 09:50:24              | 09:50:24              | 09:50:24                   | 09:50:24                   | 10:04:48                   | 10:04:48                   | 10:04:48                   | 10:04:48                   | 10:04:48                   | 10:04:48                   | 10:19:12                   | 10:19:12                   | 10:19:12                   | 10:19:12                   | 10:19:12                   | 10:19:12                   | 10:33:36                   | 10:33:36                   | 10:33:36                   | 10:33:36                   | 10:33:36                   | 10:33:36                   | 10:48:00                   | 10:48:00                   | 10:48:00                   | 10:48:00                   | 10:48:00                   | 10:48:00                   | 11:02:24                   | 11:02:24                   | 11:02:24                   | 11:02:24                   | 11:02:24                   | 11:02:24                   | 11:16:48                   | 11:16:48                   | 11:16:48                   | 11:16:48                   | 11:16:48                   | 11:16:48                   | 11:31:12                   | 11:31:12                   | 11:31:12                   | 11:31:12                   | 11:31:12                   | 11:31:12                   | 11:45:36                   | 11:45:36                   | 11:45:36                   | 11:45:36                   | 11:45:36                   | 11:45:36                   | 12:00:00            | 12:00:00            | 12:00:00            | 12:00:00            | 12:00:00            | 12:00:00            | 12:14:24            | 12:14:24            | 12:14:24            | 12:14:24            | 12:14:24             | 12:14:24             | 12:28:48             | 12:28:48             | 12:28:48             | 12:28:48             | 12:28:48             | 12:28:48             | 12:43:12             | 12:43:12             | 12:43:12             | 12:43:12             | 12:43:12             | 12:43:12             | 12:57:36             | 12:57:36             | 12:57:36             | 12:57:36             | 12:57:36             | 12:57:36             | 13:12:00             | 13:12:00             | 13:12:00             | 13:12:00             | 13:12:00             | 13:12:00             | 13:26:24             | 13:26:24             | 13:26:24             | 13:26:24             | 13:26:24             | 13:26:24             | 13:40:48             | 13:40:48             | 13:40:48             | 13:40:48             | 13:40:48             | 13:40:48             | 13:55:12             | 13:55:12             | 13:55:12             | 13:55:12             | 13:55:12             | 13:55:12             | 14:09:36             | 14:09:36             | 14:09:36             | 14:09:36             | 14:09:36             | 14:09:36             | 14:24:00             | 14:24:00             | 14:24:00             | 14:24:00             | 14:24:00             | 14:24:00             | 14:38:24             | 14:38:24             | 14:38:24             | 14:38:24             | 14:38:24                  | 14:38:24                  | 14:52:48                  | 14:52:48                  | 14:52:48                  | 14:52:48                  | 14:52:48                  | 14:52:48                  | 15:07:12                  | 15:07:12                  | 15:07:12                  | 15:07:12                  | 15:07:12                  | 15:07:12                  | 15:21:36                  | 15:21:36                  | 15:21:36                  | 15:21:36                  | 15:21:36                  | 15:21:36                  | 15:36:00                  | 15:36:00                  | 15:36:00                  | 15:36:00                  | 15:36:00                  | 15:36:00                  | 15:50:24                  | 15:50:24                  | 15:50:24                  | 15:50:24                  | 15:50:24                  | 15:50:24                  | 16:04:48                  | 16:04:48                  | 16:04:48                  | 16:04:48                  | 16:04:48                  | 16:04:48                  | 16:19:12                  | 16:19:12                  | 16:19:12                  | 16:19:12                  | 16:19:12                  | 16:19:12                  | 16:33:36                  | 16:33:36                  | 16:33:36                  | 16:33:36                  | 16:33:36                  | 16:33:36                  | 16:48:00              | 16:48:00              | 16:48:00              | 16:48:00              | 16:48:00              | 16:48:00              | 17:02:24              | 17:02:24              | 17:02:24              | 17:02:24              | 17:02:24                | 17:02:24                | 17:16:48                | 17:16:48                | 17:16:48                | 17:16:48                | 17:16:48                | 17:16:48                | 17:31:12                | 17:31:12                | 17:31:12                | 17:31:12                | 17:31:12                | 17:31:12                | 17:45:36                | 17:45:36                | 17:45:36                | 17:45:36                | 17:45:36                | 17:45:36                | 18:00:00                | 18:00:00                | 18:00:00                | 18:00:00                | 18:00:00                | 18:00:00                | 18:14:24                | 18:14:24                | 18:14:24                | 18:14:24                | 18:14:24                | 18:14:24                | 18:28:48                | 18:28:48                | 18:28:48                | 18:28:48                | 18:28:48                | 18:28:48                | 18:43:12                | 18:43:12                | 18:43:12                | 18:43:12                | 18:43:12                | 18:43:12                | 18:57:36                | 18:57:36                | 18:57:36                | 18:57:36                | 18:57:36                | 18:57:36                | 19:12:00             | 19:12:00             | 19:12:00             | 19:12:00             | 19:12:00             | 19:12:00             | 19:26:24             | 19:26:24             | 19:26:24             | 19:26:24             | 19:26:24               | 19:26:24               | 19:40:48               | 19:40:48               | 19:40:48               | 19:40:48               | 19:40:48               | 19:40:48               | 19:55:12               | 19:55:12               | 19:55:12               | 19:55:12               | 19:55:12               | 19:55:12               | 20:09:36               | 20:09:36               | 20:09:36               | 20:09:36               | 20:09:36               | 20:09:36               | 20:24:00               | 20:24:00               | 20:24:00               | 20:24:00               | 20:24:00               | 20:24:00               | 20:38:24               | 20:38:24               | 20:38:24               | 20:38:24               | 20:38:24               | 20:38:24               | 20:52:48               | 20:52:48               | 20:52:48               | 20:52:48               | 20:52:48               | 20:52:48               | 21:07:12               | 21:07:12               | 21:07:12               | 21:07:12               | 21:07:12               | 21:07:12               | 21:21:36               | 21:21:36               | 21:21:36               | 21:21:36               | 21:21:36               | 21:21:36               | 21:36:00            | 21:36:00            | 21:36:00            | 21:36:00            | 21:36:00            | 21:36:00            | 21:50:24            | 21:50:24            | 21:50:24            | 21:50:24            | 21:50:24               | 21:50:24               | 22:04:48               | 22:04:48               | 22:04:48               | 22:04:48               | 22:04:48               | 22:04:48               | 22:19:12               | 22:19:12               | 22:19:12               | 22:19:12               | 22:19:12               | 22:19:12               | 22:33:36               | 22:33:36               | 22:33:36               | 22:33:36               | 22:33:36               | 22:33:36               | 22:48:00               | 22:48:00               | 22:48:00               | 22:48:00               | 22:48:00               | 22:48:00               | 23:02:24               | 23:02:24               | 23:02:24               | 23:02:24               | 23:02:24               | 23:02:24               | 23:16:48               | 23:16:48               | 23:16:48               | 23:16:48               | 23:16:48               | 23:16:48               | 23:31:12               | 23:31:12               | 23:31:12               | 23:31:12               | 23:31:12               | 23:31:12               | 23:45:36               | 23:45:36               | 23:45:36               | 23:45:36               | 23:45:36               | 23:45:36               |
| Shí (post-Tang)    | 00:00:00 Zǐ initial | 00:00:00 Zǐ initial | 00:00:00 Zǐ initial | 00:00:00 Zǐ initial | 00:00:00 Zǐ initial | 00:00:00 Zǐ initial | 00:00:00 Zǐ initial | 00:00:00 Zǐ initial | 00:00:00 Zǐ initial | 00:00:00 Zǐ initial | 00:00:00 Zǐ initial     | 00:00:00 Zǐ initial     | 00:00:00 Zǐ initial     | 00:00:00 Zǐ initial     | 00:00:00 Zǐ initial     | 00:00:00 Zǐ initial     | 00:00:00 Zǐ initial     | 00:00:00 Zǐ initial     | 00:00:00 Zǐ initial     | 00:00:00 Zǐ initial     | 00:00:00 Zǐ initial     | 00:00:00 Zǐ initial     | 00:00:00 Zǐ initial     | 00:00:00 Zǐ initial     | 00:00:00 Zǐ initial     | 01:00:00 Zǐ central     | 01:00:00 Zǐ central     | 01:00:00 Zǐ central     | 01:00:00 Zǐ central     | 01:00:00 Zǐ central     | 01:00:00 Zǐ central     | 01:00:00 Zǐ central     | 01:00:00 Zǐ central     | 01:00:00 Zǐ central     | 01:00:00 Zǐ central     | 01:00:00 Zǐ central     | 01:00:00 Zǐ central     | 01:00:00 Zǐ central     | 01:00:00 Zǐ central     | 01:00:00 Zǐ central     | 01:00:00 Zǐ central     | 01:00:00 Zǐ central     | 01:00:00 Zǐ central     | 01:00:00 Zǐ central     | 01:00:00 Zǐ central     | 01:00:00 Zǐ central     | 01:00:00 Zǐ central     | 01:00:00 Zǐ central     | 01:00:00 Zǐ central     | 01:00:00 Zǐ central     | 02:00:00 Chǒu initial   | 02:00:00 Chǒu initial   | 02:00:00 Chǒu initial   | 02:00:00 Chǒu initial   | 02:00:00 Chǒu initial   | 02:00:00 Chǒu initial   | 02:00:00 Chǒu initial   | 02:00:00 Chǒu initial   | 02:00:00 Chǒu initial   | 02:00:00 Chǒu initial   | 02:00:00 Chǒu initial | 02:00:00 Chǒu initial | 02:00:00 Chǒu initial | 02:00:00 Chǒu initial | 02:00:00 Chǒu initial | 02:00:00 Chǒu initial | 02:00:00 Chǒu initial | 02:00:00 Chǒu initial | 02:00:00 Chǒu initial | 02:00:00 Chǒu initial | 02:00:00 Chǒu initial  | 02:00:00 Chǒu initial  | 02:00:00 Chǒu initial  | 02:00:00 Chǒu initial  | 02:00:00 Chǒu initial  | 03:00:00 Chǒu central  | 03:00:00 Chǒu central  | 03:00:00 Chǒu central  | 03:00:00 Chǒu central  | 03:00:00 Chǒu central  | 03:00:00 Chǒu central  | 03:00:00 Chǒu central  | 03:00:00 Chǒu central  | 03:00:00 Chǒu central  | 03:00:00 Chǒu central  | 03:00:00 Chǒu central  | 03:00:00 Chǒu central  | 03:00:00 Chǒu central  | 03:00:00 Chǒu central  | 03:00:00 Chǒu central  | 03:00:00 Chǒu central  | 03:00:00 Chǒu central  | 03:00:00 Chǒu central  | 03:00:00 Chǒu central  | 03:00:00 Chǒu central  | 03:00:00 Chǒu central  | 03:00:00 Chǒu central  | 03:00:00 Chǒu central  | 03:00:00 Chǒu central  | 03:00:00 Chǒu central  | 04:00:00 Yín initial   | 04:00:00 Yín initial   | 04:00:00 Yín initial   | 04:00:00 Yín initial   | 04:00:00 Yín initial   | 04:00:00 Yín initial   | 04:00:00 Yín initial   | 04:00:00 Yín initial   | 04:00:00 Yín initial   | 04:00:00 Yín initial   | 04:00:00 Yín initial   | 04:00:00 Yín initial   | 04:00:00 Yín initial   | 04:00:00 Yín initial   | 04:00:00 Yín initial   | 04:00:00 Yín initial   | 04:00:00 Yín initial   | 04:00:00 Yín initial   | 04:00:00 Yín initial   | 04:00:00 Yín initial   | 04:00:00 Yín initial | 04:00:00 Yín initial | 04:00:00 Yín initial | 04:00:00 Yín initial | 04:00:00 Yín initial | 05:00:00 Yín central | 05:00:00 Yín central | 05:00:00 Yín central | 05:00:00 Yín central | 05:00:00 Yín central | 05:00:00 Yín central   | 05:00:00 Yín central   | 05:00:00 Yín central   | 05:00:00 Yín central   | 05:00:00 Yín central   | 05:00:00 Yín central   | 05:00:00 Yín central   | 05:00:00 Yín central   | 05:00:00 Yín central   | 05:00:00 Yín central   | 05:00:00 Yín central   | 05:00:00 Yín central   | 05:00:00 Yín central   | 05:00:00 Yín central   | 05:00:00 Yín central   | 05:00:00 Yín central   | 05:00:00 Yín central   | 05:00:00 Yín central   | 05:00:00 Yín central   | 05:00:00 Yín central   | 06:00:00 Mǎo initial   | 06:00:00 Mǎo initial   | 06:00:00 Mǎo initial   | 06:00:00 Mǎo initial   | 06:00:00 Mǎo initial   | 06:00:00 Mǎo initial   | 06:00:00 Mǎo initial   | 06:00:00 Mǎo initial   | 06:00:00 Mǎo initial   | 06:00:00 Mǎo initial   | 06:00:00 Mǎo initial   | 06:00:00 Mǎo initial   | 06:00:00 Mǎo initial   | 06:00:00 Mǎo initial   | 06:00:00 Mǎo initial   | 06:00:00 Mǎo initial   | 06:00:00 Mǎo initial   | 06:00:00 Mǎo initial   | 06:00:00 Mǎo initial   | 06:00:00 Mǎo initial   | 06:00:00 Mǎo initial   | 06:00:00 Mǎo initial   | 06:00:00 Mǎo initial   | 06:00:00 Mǎo initial   | 06:00:00 Mǎo initial   | 07:00:00 Mǎo central   | 07:00:00 Mǎo central   | 07:00:00 Mǎo central   | 07:00:00 Mǎo central   | 07:00:00 Mǎo central   | 07:00:00 Mǎo central | 07:00:00 Mǎo central | 07:00:00 Mǎo central | 07:00:00 Mǎo central | 07:00:00 Mǎo central | 07:00:00 Mǎo central | 07:00:00 Mǎo central | 07:00:00 Mǎo central | 07:00:00 Mǎo central | 07:00:00 Mǎo central | 07:00:00 Mǎo central    | 07:00:00 Mǎo central    | 07:00:00 Mǎo central    | 07:00:00 Mǎo central    | 07:00:00 Mǎo central    | 07:00:00 Mǎo central    | 07:00:00 Mǎo central    | 07:00:00 Mǎo central    | 07:00:00 Mǎo central    | 07:00:00 Mǎo central    | 08:00:00 Chén initial   | 08:00:00 Chén initial   | 08:00:00 Chén initial   | 08:00:00 Chén initial   | 08:00:00 Chén initial   | 08:00:00 Chén initial   | 08:00:00 Chén initial   | 08:00:00 Chén initial   | 08:00:00 Chén initial   | 08:00:00 Chén initial   | 08:00:00 Chén initial   | 08:00:00 Chén initial   | 08:00:00 Chén initial   | 08:00:00 Chén initial   | 08:00:00 Chén initial   | 08:00:00 Chén initial   | 08:00:00 Chén initial   | 08:00:00 Chén initial   | 08:00:00 Chén initial   | 08:00:00 Chén initial   | 08:00:00 Chén initial   | 08:00:00 Chén initial   | 08:00:00 Chén initial   | 08:00:00 Chén initial   | 08:00:00 Chén initial   | 09:00:00 Chén central   | 09:00:00 Chén central   | 09:00:00 Chén central   | 09:00:00 Chén central   | 09:00:00 Chén central   | 09:00:00 Chén central   | 09:00:00 Chén central   | 09:00:00 Chén central   | 09:00:00 Chén central   | 09:00:00 Chén central   | 09:00:00 Chén central   | 09:00:00 Chén central   | 09:00:00 Chén central   | 09:00:00 Chén central   | 09:00:00 Chén central   | 09:00:00 Chén central | 09:00:00 Chén central | 09:00:00 Chén central | 09:00:00 Chén central | 09:00:00 Chén central | 09:00:00 Chén central | 09:00:00 Chén central | 09:00:00 Chén central | 09:00:00 Chén central | 09:00:00 Chén central | 10:00:00 Sì initial        | 10:00:00 Sì initial        | 10:00:00 Sì initial        | 10:00:00 Sì initial        | 10:00:00 Sì initial        | 10:00:00 Sì initial        | 10:00:00 Sì initial        | 10:00:00 Sì initial        | 10:00:00 Sì initial        | 10:00:00 Sì initial        | 10:00:00 Sì initial        | 10:00:00 Sì initial        | 10:00:00 Sì initial        | 10:00:00 Sì initial        | 10:00:00 Sì initial        | 10:00:00 Sì initial        | 10:00:00 Sì initial        | 10:00:00 Sì initial        | 10:00:00 Sì initial        | 10:00:00 Sì initial        | 10:00:00 Sì initial        | 10:00:00 Sì initial        | 10:00:00 Sì initial        | 10:00:00 Sì initial        | 10:00:00 Sì initial        | 11:00:00 Sì central        | 11:00:00 Sì central        | 11:00:00 Sì central        | 11:00:00 Sì central        | 11:00:00 Sì central        | 11:00:00 Sì central        | 11:00:00 Sì central        | 11:00:00 Sì central        | 11:00:00 Sì central        | 11:00:00 Sì central        | 11:00:00 Sì central        | 11:00:00 Sì central        | 11:00:00 Sì central        | 11:00:00 Sì central        | 11:00:00 Sì central        | 11:00:00 Sì central        | 11:00:00 Sì central        | 11:00:00 Sì central        | 11:00:00 Sì central        | 11:00:00 Sì central        | 11:00:00 Sì central        | 11:00:00 Sì central        | 11:00:00 Sì central        | 11:00:00 Sì central        | 11:00:00 Sì central        | 12:00:00 Wǔ initial | 12:00:00 Wǔ initial | 12:00:00 Wǔ initial | 12:00:00 Wǔ initial | 12:00:00 Wǔ initial | 12:00:00 Wǔ initial | 12:00:00 Wǔ initial | 12:00:00 Wǔ initial | 12:00:00 Wǔ initial | 12:00:00 Wǔ initial | 12:00:00 Wǔ initial  | 12:00:00 Wǔ initial  | 12:00:00 Wǔ initial  | 12:00:00 Wǔ initial  | 12:00:00 Wǔ initial  | 12:00:00 Wǔ initial  | 12:00:00 Wǔ initial  | 12:00:00 Wǔ initial  | 12:00:00 Wǔ initial  | 12:00:00 Wǔ initial  | 12:00:00 Wǔ initial  | 12:00:00 Wǔ initial  | 12:00:00 Wǔ initial  | 12:00:00 Wǔ initial  | 12:00:00 Wǔ initial  | 13:00:00 Wǔ central  | 13:00:00 Wǔ central  | 13:00:00 Wǔ central  | 13:00:00 Wǔ central  | 13:00:00 Wǔ central  | 13:00:00 Wǔ central  | 13:00:00 Wǔ central  | 13:00:00 Wǔ central  | 13:00:00 Wǔ central  | 13:00:00 Wǔ central  | 13:00:00 Wǔ central  | 13:00:00 Wǔ central  | 13:00:00 Wǔ central  | 13:00:00 Wǔ central  | 13:00:00 Wǔ central  | 13:00:00 Wǔ central  | 13:00:00 Wǔ central  | 13:00:00 Wǔ central  | 13:00:00 Wǔ central  | 13:00:00 Wǔ central  | 13:00:00 Wǔ central  | 13:00:00 Wǔ central  | 13:00:00 Wǔ central  | 13:00:00 Wǔ central  | 13:00:00 Wǔ central  | 14:00:00 Wèi initial | 14:00:00 Wèi initial | 14:00:00 Wèi initial | 14:00:00 Wèi initial | 14:00:00 Wèi initial | 14:00:00 Wèi initial | 14:00:00 Wèi initial | 14:00:00 Wèi initial | 14:00:00 Wèi initial | 14:00:00 Wèi initial | 14:00:00 Wèi initial | 14:00:00 Wèi initial | 14:00:00 Wèi initial | 14:00:00 Wèi initial | 14:00:00 Wèi initial | 14:00:00 Wèi initial | 14:00:00 Wèi initial | 14:00:00 Wèi initial | 14:00:00 Wèi initial | 14:00:00 Wèi initial | 14:00:00 Wèi initial      | 14:00:00 Wèi initial      | 14:00:00 Wèi initial      | 14:00:00 Wèi initial      | 14:00:00 Wèi initial      | 15:00:00 Wèi central      | 15:00:00 Wèi central      | 15:00:00 Wèi central      | 15:00:00 Wèi central      | 15:00:00 Wèi central      | 15:00:00 Wèi central      | 15:00:00 Wèi central      | 15:00:00 Wèi central      | 15:00:00 Wèi central      | 15:00:00 Wèi central      | 15:00:00 Wèi central      | 15:00:00 Wèi central      | 15:00:00 Wèi central      | 15:00:00 Wèi central      | 15:00:00 Wèi central      | 15:00:00 Wèi central      | 15:00:00 Wèi central      | 15:00:00 Wèi central      | 15:00:00 Wèi central      | 15:00:00 Wèi central      | 15:00:00 Wèi central      | 15:00:00 Wèi central      | 15:00:00 Wèi central      | 15:00:00 Wèi central      | 15:00:00 Wèi central      | 16:00:00 Shēn initial     | 16:00:00 Shēn initial     | 16:00:00 Shēn initial     | 16:00:00 Shēn initial     | 16:00:00 Shēn initial     | 16:00:00 Shēn initial     | 16:00:00 Shēn initial     | 16:00:00 Shēn initial     | 16:00:00 Shēn initial     | 16:00:00 Shēn initial     | 16:00:00 Shēn initial     | 16:00:00 Shēn initial     | 16:00:00 Shēn initial     | 16:00:00 Shēn initial     | 16:00:00 Shēn initial     | 16:00:00 Shēn initial     | 16:00:00 Shēn initial     | 16:00:00 Shēn initial     | 16:00:00 Shēn initial     | 16:00:00 Shēn initial     | 16:00:00 Shēn initial | 16:00:00 Shēn initial | 16:00:00 Shēn initial | 16:00:00 Shēn initial | 16:00:00 Shēn initial | 17:00:00 Shēn central | 17:00:00 Shēn central | 17:00:00 Shēn central | 17:00:00 Shēn central | 17:00:00 Shēn central | 17:00:00 Shēn central   | 17:00:00 Shēn central   | 17:00:00 Shēn central   | 17:00:00 Shēn central   | 17:00:00 Shēn central   | 17:00:00 Shēn central   | 17:00:00 Shēn central   | 17:00:00 Shēn central   | 17:00:00 Shēn central   | 17:00:00 Shēn central   | 17:00:00 Shēn central   | 17:00:00 Shēn central   | 17:00:00 Shēn central   | 17:00:00 Shēn central   | 17:00:00 Shēn central   | 17:00:00 Shēn central   | 17:00:00 Shēn central   | 17:00:00 Shēn central   | 17:00:00 Shēn central   | 17:00:00 Shēn central   | 18:00:00 Yǒu initial    | 18:00:00 Yǒu initial    | 18:00:00 Yǒu initial    | 18:00:00 Yǒu initial    | 18:00:00 Yǒu initial    | 18:00:00 Yǒu initial    | 18:00:00 Yǒu initial    | 18:00:00 Yǒu initial    | 18:00:00 Yǒu initial    | 18:00:00 Yǒu initial    | 18:00:00 Yǒu initial    | 18:00:00 Yǒu initial    | 18:00:00 Yǒu initial    | 18:00:00 Yǒu initial    | 18:00:00 Yǒu initial    | 18:00:00 Yǒu initial    | 18:00:00 Yǒu initial    | 18:00:00 Yǒu initial    | 18:00:00 Yǒu initial    | 18:00:00 Yǒu initial    | 18:00:00 Yǒu initial    | 18:00:00 Yǒu initial    | 18:00:00 Yǒu initial    | 18:00:00 Yǒu initial    | 18:00:00 Yǒu initial    | 19:00:00 Yǒu central    | 19:00:00 Yǒu central    | 19:00:00 Yǒu central    | 19:00:00 Yǒu central    | 19:00:00 Yǒu central    | 19:00:00 Yǒu central | 19:00:00 Yǒu central | 19:00:00 Yǒu central | 19:00:00 Yǒu central | 19:00:00 Yǒu central | 19:00:00 Yǒu central | 19:00:00 Yǒu central | 19:00:00 Yǒu central | 19:00:00 Yǒu central | 19:00:00 Yǒu central | 19:00:00 Yǒu central   | 19:00:00 Yǒu central   | 19:00:00 Yǒu central   | 19:00:00 Yǒu central   | 19:00:00 Yǒu central   | 19:00:00 Yǒu central   | 19:00:00 Yǒu central   | 19:00:00 Yǒu central   | 19:00:00 Yǒu central   | 19:00:00 Yǒu central   | 20:00:00 Xū initial    | 20:00:00 Xū initial    | 20:00:00 Xū initial    | 20:00:00 Xū initial    | 20:00:00 Xū initial    | 20:00:00 Xū initial    | 20:00:00 Xū initial    | 20:00:00 Xū initial    | 20:00:00 Xū initial    | 20:00:00 Xū initial    | 20:00:00 Xū initial    | 20:00:00 Xū initial    | 20:00:00 Xū initial    | 20:00:00 Xū initial    | 20:00:00 Xū initial    | 20:00:00 Xū initial    | 20:00:00 Xū initial    | 20:00:00 Xū initial    | 20:00:00 Xū initial    | 20:00:00 Xū initial    | 20:00:00 Xū initial    | 20:00:00 Xū initial    | 20:00:00 Xū initial    | 20:00:00 Xū initial    | 20:00:00 Xū initial    | 21:00:00 Xū central    | 21:00:00 Xū central    | 21:00:00 Xū central    | 21:00:00 Xū central    | 21:00:00 Xū central    | 21:00:00 Xū central    | 21:00:00 Xū central    | 21:00:00 Xū central    | 21:00:00 Xū central    | 21:00:00 Xū central    | 21:00:00 Xū central    | 21:00:00 Xū central    | 21:00:00 Xū central    | 21:00:00 Xū central    | 21:00:00 Xū central    | 21:00:00 Xū central | 21:00:00 Xū central | 21:00:00 Xū central | 21:00:00 Xū central | 21:00:00 Xū central | 21:00:00 Xū central | 21:00:00 Xū central | 21:00:00 Xū central | 21:00:00 Xū central | 21:00:00 Xū central | 22:00:00 Hài initial   | 22:00:00 Hài initial   | 22:00:00 Hài initial   | 22:00:00 Hài initial   | 22:00:00 Hài initial   | 22:00:00 Hài initial   | 22:00:00 Hài initial   | 22:00:00 Hài initial   | 22:00:00 Hài initial   | 22:00:00 Hài initial   | 22:00:00 Hài initial   | 22:00:00 Hài initial   | 22:00:00 Hài initial   | 22:00:00 Hài initial   | 22:00:00 Hài initial   | 22:00:00 Hài initial   | 22:00:00 Hài initial   | 22:00:00 Hài initial   | 22:00:00 Hài initial   | 22:00:00 Hài initial   | 22:00:00 Hài initial   | 22:00:00 Hài initial   | 22:00:00 Hài initial   | 22:00:00 Hài initial   | 22:00:00 Hài initial   | 23:00:00 Hài central   | 23:00:00 Hài central   | 23:00:00 Hài central   | 23:00:00 Hài central   | 23:00:00 Hài central   | 23:00:00 Hài central   | 23:00:00 Hài central   | 23:00:00 Hài central   | 23:00:00 Hài central   | 23:00:00 Hài central   | 23:00:00 Hài central   | 23:00:00 Hài central   | 23:00:00 Hài central   | 23:00:00 Hài central   | 23:00:00 Hài central   | 23:00:00 Hài central   | 23:00:00 Hài central   | 23:00:00 Hài central   | 23:00:00 Hài central   | 23:00:00 Hài central   | 23:00:00 Hài central   | 23:00:00 Hài central   | 23:00:00 Hài central   | 23:00:00 Hài central   | 23:00:00 Hài central   |
| Shí (ancient)      | 00:00:00 Zǐshí      | 00:00:00 Zǐshí      | 00:00:00 Zǐshí      | 00:00:00 Zǐshí      | 00:00:00 Zǐshí      | 00:00:00 Zǐshí      | 00:00:00 Zǐshí      | 00:00:00 Zǐshí      | 00:00:00 Zǐshí      | 00:00:00 Zǐshí      | 00:00:00 Zǐshí          | 00:00:00 Zǐshí          | 00:00:00 Zǐshí          | 00:00:00 Zǐshí          | 00:00:00 Zǐshí          | 00:00:00 Zǐshí          | 00:00:00 Zǐshí          | 00:00:00 Zǐshí          | 00:00:00 Zǐshí          | 00:00:00 Zǐshí          | 00:00:00 Zǐshí          | 00:00:00 Zǐshí          | 00:00:00 Zǐshí          | 00:00:00 Zǐshí          | 00:00:00 Zǐshí          | 01:00:00 Chǒushí        | 01:00:00 Chǒushí        | 01:00:00 Chǒushí        | 01:00:00 Chǒushí        | 01:00:00 Chǒushí        | 01:00:00 Chǒushí        | 01:00:00 Chǒushí        | 01:00:00 Chǒushí        | 01:00:00 Chǒushí        | 01:00:00 Chǒushí        | 01:00:00 Chǒushí        | 01:00:00 Chǒushí        | 01:00:00 Chǒushí        | 01:00:00 Chǒushí        | 01:00:00 Chǒushí        | 01:00:00 Chǒushí        | 01:00:00 Chǒushí        | 01:00:00 Chǒushí        | 01:00:00 Chǒushí        | 01:00:00 Chǒushí        | 01:00:00 Chǒushí        | 01:00:00 Chǒushí        | 01:00:00 Chǒushí        | 01:00:00 Chǒushí        | 01:00:00 Chǒushí        | 01:00:00 Chǒushí        | 01:00:00 Chǒushí        | 01:00:00 Chǒushí        | 01:00:00 Chǒushí        | 01:00:00 Chǒushí        | 01:00:00 Chǒushí        | 01:00:00 Chǒushí        | 01:00:00 Chǒushí        | 01:00:00 Chǒushí        | 01:00:00 Chǒushí        | 01:00:00 Chǒushí      | 01:00:00 Chǒushí      | 01:00:00 Chǒushí      | 01:00:00 Chǒushí      | 01:00:00 Chǒushí      | 01:00:00 Chǒushí      | 01:00:00 Chǒushí      | 01:00:00 Chǒushí      | 01:00:00 Chǒushí      | 01:00:00 Chǒushí      | 01:00:00 Chǒushí       | 01:00:00 Chǒushí       | 01:00:00 Chǒushí       | 01:00:00 Chǒushí       | 01:00:00 Chǒushí       | 03:00:00 Yínshí        | 03:00:00 Yínshí        | 03:00:00 Yínshí        | 03:00:00 Yínshí        | 03:00:00 Yínshí        | 03:00:00 Yínshí        | 03:00:00 Yínshí        | 03:00:00 Yínshí        | 03:00:00 Yínshí        | 03:00:00 Yínshí        | 03:00:00 Yínshí        | 03:00:00 Yínshí        | 03:00:00 Yínshí        | 03:00:00 Yínshí        | 03:00:00 Yínshí        | 03:00:00 Yínshí        | 03:00:00 Yínshí        | 03:00:00 Yínshí        | 03:00:00 Yínshí        | 03:00:00 Yínshí        | 03:00:00 Yínshí        | 03:00:00 Yínshí        | 03:00:00 Yínshí        | 03:00:00 Yínshí        | 03:00:00 Yínshí        | 03:00:00 Yínshí        | 03:00:00 Yínshí        | 03:00:00 Yínshí        | 03:00:00 Yínshí        | 03:00:00 Yínshí        | 03:00:00 Yínshí        | 03:00:00 Yínshí        | 03:00:00 Yínshí        | 03:00:00 Yínshí        | 03:00:00 Yínshí        | 03:00:00 Yínshí        | 03:00:00 Yínshí        | 03:00:00 Yínshí        | 03:00:00 Yínshí        | 03:00:00 Yínshí        | 03:00:00 Yínshí        | 03:00:00 Yínshí        | 03:00:00 Yínshí        | 03:00:00 Yínshí        | 03:00:00 Yínshí        | 03:00:00 Yínshí      | 03:00:00 Yínshí      | 03:00:00 Yínshí      | 03:00:00 Yínshí      | 03:00:00 Yínshí      | 05:00:00 Mǎoshí      | 05:00:00 Mǎoshí      | 05:00:00 Mǎoshí      | 05:00:00 Mǎoshí      | 05:00:00 Mǎoshí      | 05:00:00 Mǎoshí        | 05:00:00 Mǎoshí        | 05:00:00 Mǎoshí        | 05:00:00 Mǎoshí        | 05:00:00 Mǎoshí        | 05:00:00 Mǎoshí        | 05:00:00 Mǎoshí        | 05:00:00 Mǎoshí        | 05:00:00 Mǎoshí        | 05:00:00 Mǎoshí        | 05:00:00 Mǎoshí        | 05:00:00 Mǎoshí        | 05:00:00 Mǎoshí        | 05:00:00 Mǎoshí        | 05:00:00 Mǎoshí        | 05:00:00 Mǎoshí        | 05:00:00 Mǎoshí        | 05:00:00 Mǎoshí        | 05:00:00 Mǎoshí        | 05:00:00 Mǎoshí        | 05:00:00 Mǎoshí        | 05:00:00 Mǎoshí        | 05:00:00 Mǎoshí        | 05:00:00 Mǎoshí        | 05:00:00 Mǎoshí        | 05:00:00 Mǎoshí        | 05:00:00 Mǎoshí        | 05:00:00 Mǎoshí        | 05:00:00 Mǎoshí        | 05:00:00 Mǎoshí        | 05:00:00 Mǎoshí        | 05:00:00 Mǎoshí        | 05:00:00 Mǎoshí        | 05:00:00 Mǎoshí        | 05:00:00 Mǎoshí        | 05:00:00 Mǎoshí        | 05:00:00 Mǎoshí        | 05:00:00 Mǎoshí        | 05:00:00 Mǎoshí        | 05:00:00 Mǎoshí        | 05:00:00 Mǎoshí        | 05:00:00 Mǎoshí        | 05:00:00 Mǎoshí        | 05:00:00 Mǎoshí        | 05:00:00 Mǎoshí        | 07:00:00 Chénshí       | 07:00:00 Chénshí       | 07:00:00 Chénshí       | 07:00:00 Chénshí       | 07:00:00 Chénshí       | 07:00:00 Chénshí     | 07:00:00 Chénshí     | 07:00:00 Chénshí     | 07:00:00 Chénshí     | 07:00:00 Chénshí     | 07:00:00 Chénshí     | 07:00:00 Chénshí     | 07:00:00 Chénshí     | 07:00:00 Chénshí     | 07:00:00 Chénshí     | 07:00:00 Chénshí        | 07:00:00 Chénshí        | 07:00:00 Chénshí        | 07:00:00 Chénshí        | 07:00:00 Chénshí        | 07:00:00 Chénshí        | 07:00:00 Chénshí        | 07:00:00 Chénshí        | 07:00:00 Chénshí        | 07:00:00 Chénshí        | 07:00:00 Chénshí        | 07:00:00 Chénshí        | 07:00:00 Chénshí        | 07:00:00 Chénshí        | 07:00:00 Chénshí        | 07:00:00 Chénshí        | 07:00:00 Chénshí        | 07:00:00 Chénshí        | 07:00:00 Chénshí        | 07:00:00 Chénshí        | 07:00:00 Chénshí        | 07:00:00 Chénshí        | 07:00:00 Chénshí        | 07:00:00 Chénshí        | 07:00:00 Chénshí        | 07:00:00 Chénshí        | 07:00:00 Chénshí        | 07:00:00 Chénshí        | 07:00:00 Chénshí        | 07:00:00 Chénshí        | 07:00:00 Chénshí        | 07:00:00 Chénshí        | 07:00:00 Chénshí        | 07:00:00 Chénshí        | 07:00:00 Chénshí        | 09:00:00 Sìshì          | 09:00:00 Sìshì          | 09:00:00 Sìshì          | 09:00:00 Sìshì          | 09:00:00 Sìshì          | 09:00:00 Sìshì          | 09:00:00 Sìshì          | 09:00:00 Sìshì          | 09:00:00 Sìshì          | 09:00:00 Sìshì          | 09:00:00 Sìshì          | 09:00:00 Sìshì          | 09:00:00 Sìshì          | 09:00:00 Sìshì          | 09:00:00 Sìshì          | 09:00:00 Sìshì        | 09:00:00 Sìshì        | 09:00:00 Sìshì        | 09:00:00 Sìshì        | 09:00:00 Sìshì        | 09:00:00 Sìshì        | 09:00:00 Sìshì        | 09:00:00 Sìshì        | 09:00:00 Sìshì        | 09:00:00 Sìshì        | 09:00:00 Sìshì             | 09:00:00 Sìshì             | 09:00:00 Sìshì             | 09:00:00 Sìshì             | 09:00:00 Sìshì             | 09:00:00 Sìshì             | 09:00:00 Sìshì             | 09:00:00 Sìshì             | 09:00:00 Sìshì             | 09:00:00 Sìshì             | 09:00:00 Sìshì             | 09:00:00 Sìshì             | 09:00:00 Sìshì             | 09:00:00 Sìshì             | 09:00:00 Sìshì             | 09:00:00 Sìshì             | 09:00:00 Sìshì             | 09:00:00 Sìshì             | 09:00:00 Sìshì             | 09:00:00 Sìshì             | 09:00:00 Sìshì             | 09:00:00 Sìshì             | 09:00:00 Sìshì             | 09:00:00 Sìshì             | 09:00:00 Sìshì             | 11:00:00 Wǔshí             | 11:00:00 Wǔshí             | 11:00:00 Wǔshí             | 11:00:00 Wǔshí             | 11:00:00 Wǔshí             | 11:00:00 Wǔshí             | 11:00:00 Wǔshí             | 11:00:00 Wǔshí             | 11:00:00 Wǔshí             | 11:00:00 Wǔshí             | 11:00:00 Wǔshí             | 11:00:00 Wǔshí             | 11:00:00 Wǔshí             | 11:00:00 Wǔshí             | 11:00:00 Wǔshí             | 11:00:00 Wǔshí             | 11:00:00 Wǔshí             | 11:00:00 Wǔshí             | 11:00:00 Wǔshí             | 11:00:00 Wǔshí             | 11:00:00 Wǔshí             | 11:00:00 Wǔshí             | 11:00:00 Wǔshí             | 11:00:00 Wǔshí             | 11:00:00 Wǔshí             | 11:00:00 Wǔshí      | 11:00:00 Wǔshí      | 11:00:00 Wǔshí      | 11:00:00 Wǔshí      | 11:00:00 Wǔshí      | 11:00:00 Wǔshí      | 11:00:00 Wǔshí      | 11:00:00 Wǔshí      | 11:00:00 Wǔshí      | 11:00:00 Wǔshí      | 11:00:00 Wǔshí       | 11:00:00 Wǔshí       | 11:00:00 Wǔshí       | 11:00:00 Wǔshí       | 11:00:00 Wǔshí       | 11:00:00 Wǔshí       | 11:00:00 Wǔshí       | 11:00:00 Wǔshí       | 11:00:00 Wǔshí       | 11:00:00 Wǔshí       | 11:00:00 Wǔshí       | 11:00:00 Wǔshí       | 11:00:00 Wǔshí       | 11:00:00 Wǔshí       | 11:00:00 Wǔshí       | 13:00:00 Wèishí      | 13:00:00 Wèishí      | 13:00:00 Wèishí      | 13:00:00 Wèishí      | 13:00:00 Wèishí      | 13:00:00 Wèishí      | 13:00:00 Wèishí      | 13:00:00 Wèishí      | 13:00:00 Wèishí      | 13:00:00 Wèishí      | 13:00:00 Wèishí      | 13:00:00 Wèishí      | 13:00:00 Wèishí      | 13:00:00 Wèishí      | 13:00:00 Wèishí      | 13:00:00 Wèishí      | 13:00:00 Wèishí      | 13:00:00 Wèishí      | 13:00:00 Wèishí      | 13:00:00 Wèishí      | 13:00:00 Wèishí      | 13:00:00 Wèishí      | 13:00:00 Wèishí      | 13:00:00 Wèishí      | 13:00:00 Wèishí      | 13:00:00 Wèishí      | 13:00:00 Wèishí      | 13:00:00 Wèishí      | 13:00:00 Wèishí      | 13:00:00 Wèishí      | 13:00:00 Wèishí      | 13:00:00 Wèishí      | 13:00:00 Wèishí      | 13:00:00 Wèishí      | 13:00:00 Wèishí      | 13:00:00 Wèishí      | 13:00:00 Wèishí      | 13:00:00 Wèishí      | 13:00:00 Wèishí      | 13:00:00 Wèishí      | 13:00:00 Wèishí      | 13:00:00 Wèishí      | 13:00:00 Wèishí      | 13:00:00 Wèishí      | 13:00:00 Wèishí      | 13:00:00 Wèishí           | 13:00:00 Wèishí           | 13:00:00 Wèishí           | 13:00:00 Wèishí           | 13:00:00 Wèishí           | 15:00:00 Shēnshí          | 15:00:00 Shēnshí          | 15:00:00 Shēnshí          | 15:00:00 Shēnshí          | 15:00:00 Shēnshí          | 15:00:00 Shēnshí          | 15:00:00 Shēnshí          | 15:00:00 Shēnshí          | 15:00:00 Shēnshí          | 15:00:00 Shēnshí          | 15:00:00 Shēnshí          | 15:00:00 Shēnshí          | 15:00:00 Shēnshí          | 15:00:00 Shēnshí          | 15:00:00 Shēnshí          | 15:00:00 Shēnshí          | 15:00:00 Shēnshí          | 15:00:00 Shēnshí          | 15:00:00 Shēnshí          | 15:00:00 Shēnshí          | 15:00:00 Shēnshí          | 15:00:00 Shēnshí          | 15:00:00 Shēnshí          | 15:00:00 Shēnshí          | 15:00:00 Shēnshí          | 15:00:00 Shēnshí          | 15:00:00 Shēnshí          | 15:00:00 Shēnshí          | 15:00:00 Shēnshí          | 15:00:00 Shēnshí          | 15:00:00 Shēnshí          | 15:00:00 Shēnshí          | 15:00:00 Shēnshí          | 15:00:00 Shēnshí          | 15:00:00 Shēnshí          | 15:00:00 Shēnshí          | 15:00:00 Shēnshí          | 15:00:00 Shēnshí          | 15:00:00 Shēnshí          | 15:00:00 Shēnshí          | 15:00:00 Shēnshí          | 15:00:00 Shēnshí          | 15:00:00 Shēnshí          | 15:00:00 Shēnshí          | 15:00:00 Shēnshí          | 15:00:00 Shēnshí      | 15:00:00 Shēnshí      | 15:00:00 Shēnshí      | 15:00:00 Shēnshí      | 15:00:00 Shēnshí      | 17:00:00 Yǒushí       | 17:00:00 Yǒushí       | 17:00:00 Yǒushí       | 17:00:00 Yǒushí       | 17:00:00 Yǒushí       | 17:00:00 Yǒushí         | 17:00:00 Yǒushí         | 17:00:00 Yǒushí         | 17:00:00 Yǒushí         | 17:00:00 Yǒushí         | 17:00:00 Yǒushí         | 17:00:00 Yǒushí         | 17:00:00 Yǒushí         | 17:00:00 Yǒushí         | 17:00:00 Yǒushí         | 17:00:00 Yǒushí         | 17:00:00 Yǒushí         | 17:00:00 Yǒushí         | 17:00:00 Yǒushí         | 17:00:00 Yǒushí         | 17:00:00 Yǒushí         | 17:00:00 Yǒushí         | 17:00:00 Yǒushí         | 17:00:00 Yǒushí         | 17:00:00 Yǒushí         | 17:00:00 Yǒushí         | 17:00:00 Yǒushí         | 17:00:00 Yǒushí         | 17:00:00 Yǒushí         | 17:00:00 Yǒushí         | 17:00:00 Yǒushí         | 17:00:00 Yǒushí         | 17:00:00 Yǒushí         | 17:00:00 Yǒushí         | 17:00:00 Yǒushí         | 17:00:00 Yǒushí         | 17:00:00 Yǒushí         | 17:00:00 Yǒushí         | 17:00:00 Yǒushí         | 17:00:00 Yǒushí         | 17:00:00 Yǒushí         | 17:00:00 Yǒushí         | 17:00:00 Yǒushí         | 17:00:00 Yǒushí         | 17:00:00 Yǒushí         | 17:00:00 Yǒushí         | 17:00:00 Yǒushí         | 17:00:00 Yǒushí         | 17:00:00 Yǒushí         | 17:00:00 Yǒushí         | 19:00:00 Xūshí          | 19:00:00 Xūshí          | 19:00:00 Xūshí          | 19:00:00 Xūshí          | 19:00:00 Xūshí          | 19:00:00 Xūshí       | 19:00:00 Xūshí       | 19:00:00 Xūshí       | 19:00:00 Xūshí       | 19:00:00 Xūshí       | 19:00:00 Xūshí       | 19:00:00 Xūshí       | 19:00:00 Xūshí       | 19:00:00 Xūshí       | 19:00:00 Xūshí       | 19:00:00 Xūshí         | 19:00:00 Xūshí         | 19:00:00 Xūshí         | 19:00:00 Xūshí         | 19:00:00 Xūshí         | 19:00:00 Xūshí         | 19:00:00 Xūshí         | 19:00:00 Xūshí         | 19:00:00 Xūshí         | 19:00:00 Xūshí         | 19:00:00 Xūshí         | 19:00:00 Xūshí         | 19:00:00 Xūshí         | 19:00:00 Xūshí         | 19:00:00 Xūshí         | 19:00:00 Xūshí         | 19:00:00 Xūshí         | 19:00:00 Xūshí         | 19:00:00 Xūshí         | 19:00:00 Xūshí         | 19:00:00 Xūshí         | 19:00:00 Xūshí         | 19:00:00 Xūshí         | 19:00:00 Xūshí         | 19:00:00 Xūshí         | 19:00:00 Xūshí         | 19:00:00 Xūshí         | 19:00:00 Xūshí         | 19:00:00 Xūshí         | 19:00:00 Xūshí         | 19:00:00 Xūshí         | 19:00:00 Xūshí         | 19:00:00 Xūshí         | 19:00:00 Xūshí         | 19:00:00 Xūshí         | 21:00:00 Hàishí        | 21:00:00 Hàishí        | 21:00:00 Hàishí        | 21:00:00 Hàishí        | 21:00:00 Hàishí        | 21:00:00 Hàishí        | 21:00:00 Hàishí        | 21:00:00 Hàishí        | 21:00:00 Hàishí        | 21:00:00 Hàishí        | 21:00:00 Hàishí        | 21:00:00 Hàishí        | 21:00:00 Hàishí        | 21:00:00 Hàishí        | 21:00:00 Hàishí        | 21:00:00 Hàishí     | 21:00:00 Hàishí     | 21:00:00 Hàishí     | 21:00:00 Hàishí     | 21:00:00 Hàishí     | 21:00:00 Hàishí     | 21:00:00 Hàishí     | 21:00:00 Hàishí     | 21:00:00 Hàishí     | 21:00:00 Hàishí     | 21:00:00 Hàishí        | 21:00:00 Hàishí        | 21:00:00 Hàishí        | 21:00:00 Hàishí        | 21:00:00 Hàishí        | 21:00:00 Hàishí        | 21:00:00 Hàishí        | 21:00:00 Hàishí        | 21:00:00 Hàishí        | 21:00:00 Hàishí        | 21:00:00 Hàishí        | 21:00:00 Hàishí        | 21:00:00 Hàishí        | 21:00:00 Hàishí        | 21:00:00 Hàishí        | 21:00:00 Hàishí        | 21:00:00 Hàishí        | 21:00:00 Hàishí        | 21:00:00 Hàishí        | 21:00:00 Hàishí        | 21:00:00 Hàishí        | 21:00:00 Hàishí        | 21:00:00 Hàishí        | 21:00:00 Hàishí        | 21:00:00 Hàishí        | 23:00:00 Zǐshí         | 23:00:00 Zǐshí         | 23:00:00 Zǐshí         | 23:00:00 Zǐshí         | 23:00:00 Zǐshí         | 23:00:00 Zǐshí         | 23:00:00 Zǐshí         | 23:00:00 Zǐshí         | 23:00:00 Zǐshí         | 23:00:00 Zǐshí         | 23:00:00 Zǐshí         | 23:00:00 Zǐshí         | 23:00:00 Zǐshí         | 23:00:00 Zǐshí         | 23:00:00 Zǐshí         | 23:00:00 Zǐshí         | 23:00:00 Zǐshí         | 23:00:00 Zǐshí         | 23:00:00 Zǐshí         | 23:00:00 Zǐshí         | 23:00:00 Zǐshí         | 23:00:00 Zǐshí         | 23:00:00 Zǐshí         | 23:00:00 Zǐshí         | 23:00:00 Zǐshí         |

## Aplicações modernas
O chinês ainda usa caracteres desses sistemas para descrever o tempo, embora a China tenha mudado para os padrões UTC de horas, minutos e segundos.
Shí ainda é usado para descrever a hora. Devido ao potencial para confusão, xiǎoshí (小时; 小時, literalmente "pequena hora") é por vezes utilizado para a hora como parte de um ciclo de 24 horas, e shichen (时辰;時辰) é utilizado para a hora como parte da antigo ciclo de 12 horas.
Diǎn também é usado alternadamente com shí para a hora. Também pode ser usado para falar sobre o tempo na hora - por exemplo, 8 horas é escrito como 8 diǎn (八点;八點).
Fēn também é usado para minutos. Para evitar confusão, às vezes a palavra fēnzhōng (分钟;分鐘, literalmente "minuto do relógio") é usada para esclarecer que se está falando sobre minutos modernos. O tempo de 9:45 pode, assim, ser escrito como "9 shi, 45 Fen" (九时四十五分;九時四十五分) ou "9 diǎn, 45 Fen" (九点四十五分;九點十五四分).
Ke foi definida como 1/96 de um dia desde 1628, de modo que o kè moderna é igual a 15 minutos e de hora em hora duplo contém exactamente 8 kè. Desde então, a kè tem sido usada como uma abreviação para falar sobre o tempo em 1/8 de uma hora dupla ou 1/4 de uma hora. Seu uso é semelhante a "um quarto de hora" por 15 minutos ou "meia hora" por 30 minutos em inglês. Por exemplo, 6:45 pode ser escrito como "6 diǎn, 3 kè " (六点三刻;六點三刻).
Miǎo agora é o termo padrão para um segundo. Como fēn, às vezes é escrito como miǎozhōng (秒钟;秒鐘, literalmente "segundo do relógio") para esclarecer que alguém está falando sobre segundos modernos.